# Klasyfikacja medalowa Zimowych Igrzysk Olimpijskich 2014
     zdobywcy co najmniej jednego złotego medalu
     zdobywcy co najmniej jednego srebrnego medalu
     zdobywcy co najmniej jednego brązowego medalu
     państwa bez medalu

Państwa uczestniczące w Zimowych Igrzyskach Olimpijskich 2014
zdobywcy co najmniej jednego złotego medalu
zdobywcy co najmniej jednego srebrnego medalu
zdobywcy co najmniej jednego brązowego medalu
państwa bez medalu

Klasyfikacja medalowa Zimowych Igrzysk Olimpijskich 2014 – zestawienie państw, reprezentowanych przez narodowe komitety olimpijskie, uszeregowanych pod względem liczby zdobytych medali na XXII Zimowych Igrzyskach Olimpijskich w 2014 roku w Soczi.
Rywalizacja olimpijska w Soczi składała się z 98 konkurencji w piętnastu dyscyplinach sportowych. W porównaniu do poprzednich igrzysk, które przeprowadzono w Vancouver, do kalendarza igrzysk włączono dwanaście konkurencji. W narciarstwie dowolnym dołączono cztery konkurencje: slopestyle mężczyzn, slopestyle kobiet, halfpipe mężczyzn i halfpipe kobiet. Cztery konkurencje włączono również do zawodów snowboardowych: slalom równoległy mężczyzn, slalom równoległy kobiet, slopestyle mężczyzn i slopestyle kobiet. Ponadto zadebiutowały: zawody kobiet w skokach narciarskich, biathlonowa sztafeta mieszana, zawody drużynowe w łyżwiarstwie figurowym oraz sztafeta saneczkarska.
W zawodach olimpijskich zaprezentowało się 2748 sportowców (1643 mężczyzn i 1105 kobiet) z 88 narodowych reprezentacji. Dla siedmiu państw – Dominiki, Malty, Paragwaju, Timoru Wschodniego, Togo, Tonga i Zimbabwe – występ w Soczi był debiutem w zimowych igrzyskach olimpijskich. Medale w Soczi zdobyło 26 państw, spośród których 21 wywalczyło przynajmniej jeden złoty medal. Tym samym 62 kraje, które przyjechały na igrzyska, nie zdobyły żadnego medalu.
Najbardziej utytułowanym zawodnikiem na igrzyskach w Soczi został reprezentant Rosji w short tracku, Wiktor Ahn, który zdobył cztery medale – trzy złote i jeden brązowy. Po trzy złote medale wywalczyły również biathlonistka Darja Domraczewa i biegaczka narciarska Marit Bjørgen. Z kolei najwięcej medali wszystkich kruszców – pięć – zdobyła holenderska panczenistka Ireen Wüst.
Dzięki zdobytym w Soczi medalom Ole Einar Bjørndalen został najbardziej utytułowanym olimpijczykiem w historii zimowych igrzysk, poprawiając dotychczasowy rekord Bjørna Dæhliego. Z kolei Marit Bjørgen została najbardziej utytułowaną kobietą w zimowych edycjach igrzysk.
Zwycięzcą klasyfikacji medalowej została Rosja, która pomimo utraty czterech medali olimpijskich zdobyła największy dorobek medalowy – 11 złotych, 9 srebrnych i 9 brązowych medali. Był to najlepszy występ Rosji w historii startów w zimowych igrzyskach olimpijskich. Jednocześnie, po raz czwarty w historii po 1932, 1952 i 2010 zwycięzcą klasyfikacji medalowej zimowych igrzysk został kraj-gospodarz. Drugie miejsce w klasyfikacji zajęła Norwegia z 11 złotymi, 5 srebrnymi i 10 brązowymi medalami. Był to najlepszy zimowy występ Norwegów od igrzysk w Salt Lake City w 2002 roku.
Najlepszy występ w zimowych igrzyskach olimpijskich zaliczyła reprezentacja Holandii. Występ w Soczi był dla Holendrów drugim najbardziej udanym występem olimpijskim, lepszy dorobek medalowy osiągnęli tylko podczas letnich igrzysk w Sydney w 2000 roku. W łyżwiarstwie szybkim ustanowili ponadto rekord pod względem liczby zdobytych złotych medali i wszystkich łącznie. Najlepszy start olimpijski w historii uzyskali również reprezentanci Słowenii, którzy za sprawą Tiny Maze po raz pierwszy zakończyli zimowe igrzyska ze złotymi medalami olimpijskimi.
Dla Szwajcarii wynik medalowy osiągnięty w Soczi był najlepszym w letnich i zimowych igrzyskach od igrzysk w Sankt Moritz w 1928 roku. Z kolei reprezentanci Szwecji zdobyli największą liczbę wszystkich medali od letnich igrzysk w Los Angeles w 1984 roku, ale najmniejszą liczbę złotych medali na zimowych igrzyskach od 2002 roku.
Najlepsze w historii starty w zimowych igrzyskach olimpijskich zaliczyły reprezentacje Białorusi, Polski, Czech i Łotwy. Białorusini po raz pierwszy na jednej edycji igrzysk olimpijskich zdobyli pięć złotych medali. Z kolei dla Polaków były to pierwsze zimowe igrzyska z więcej niż jednym złotem, a także najlepsze igrzyska olimpijskie od letnich igrzysk w 2000 roku. W Soczi najlepszy rezultat medalowy na zimowych igrzyskach wyrównała Wielka Brytania (taki sam wynik jak na igrzyskach w Chamonix w 1924 roku) i Ukraina (wyrównanie wyniku z igrzysk w Lillehammer w 1994 roku).
Dla ekip ze Stanów Zjednoczonych, Australii, Chorwacji i Estonii występy w Soczi zakończyły się najsłabszymi osiągnięciami medalowymi od igrzysk w Nagano w 1998 roku. Dodatkowo, dla Australijczyków i Estończyków były to pierwsze od Nagano igrzyska bez ani jednego złotego medalu. Pierwsze od 1980 roku igrzyska olimpijskie bez złotego medalu zdarzyły się z kolei reprezentacji Włoch. Dla Niemców igrzyska w Soczi były najsłabszymi pod względem liczby zdobytych medali od igrzysk w Calgary w 1988 roku.
W 2017 roku, w związku z ujawnionym skandalem dopingowym w Rosji oraz zarzutami fałszerstwa podczas testów antydopingowych w Soczi i toczącym się w związku z tym postępowaniem wyjaśniającym, Międzynarodowy Komitet Olimpijski, w efekcie działań komisji Denisa Oswalda, nałożył sankcje na 46 rosyjskich sportowców podejrzanych o stosowanie środków dopingujących. Sportowcy zostali zdyskwalifikowani, a ich rezultaty z Soczi anulowane, skutkiem czego Rosja utraciła łącznie 13 medali – 4 złote, 8 srebrnych i 1 brązowy. W następstwie skandalu MKOl podjął również decyzję o wykluczeniu Rosji z kolejnych igrzysk olimpijskich, w 2018 roku w Pjongczangu. Rosjanie, którzy nigdy nie zostali zdyskwalifikowani za doping, zostali dopuszczeni do igrzysk jako niezależni olimpijczycy. W lutym 2018 roku Sportowy Sąd Arbitrażowy uchylił większość dyskwalifikacji nałożonych przez MKOl. Rosjanom zwrócono 9 z odebranych medali. Podtrzymane zostały decyzje o dyskwalifikacji rosyjskich medalistów w biathlonie (Olga Wiłuchina, Jana Romanowa i Olga Zajcewa) i bobslejach (Aleksandr Zubkow i Aleksiej Wojewoda, w efekcie również Dmitrij Trunienkow i Aleksiej Niegodajło w czwórkach mężczyzn). We wrześniu 2020 roku Sportowy Sąd Arbitrażowy uchylił dyskwalifikacje Olgi Wiłuchiny oraz Jany Romanowej, zaś potrzymał dyskwalifikacje Olgi Zajcewej zwracając Rosji 1 srebrny medal. Miejsca za zdyskwalifikowanych rosyjskich medalistów w bobslejach i w biathlonie zostały później obsadzone.

## Klasyfikacja państw
Poniższe tabele przedstawiają klasyfikacje medalowe państw, które zdobyły medale na Zimowych Igrzyskach Olimpijskich 2014 w Soczi, sporządzone na podstawie oficjalnych raportów Międzynarodowego Komitetu Olimpijskiego. Klasyfikacje posortowane są najpierw według liczby osiągniętych medali złotych, następnie srebrnych, a na końcu brązowych. W przypadku, gdy dwa kraje zdobyły tę samą liczbę medali wszystkich kolorów, o kolejności zdecydował porządek alfabetyczny.
Po przeprowadzeniu wszystkich 98 konkurencji na czele klasyfikacji medalowej znalazła się reprezentacja gospodarzy igrzysk, Rosja z dorobkiem 33 medali – 13 złotych, 11 srebrnych i 9 brązowych. Na drugim miejscu uplasowała się Norwegia z 11 złotymi, 5 srebrnymi i 10 brązowymi medalami, a na miejscu trzecim Kanada z 10 złotymi, 10 srebrnymi i 5 brązowymi medalami. Suma medali zdobytych przez wszystkie kraje wyniosła 295 – 99 złotych, 97 srebrnych i 99 brązowych. Różnica ta wniknęła z faktu, że w alpejskim zjeździe kobiet dwie zawodniczki (Tina Maze i Dominique Gisin) zajęły ex aequo pierwsze miejsce, w związku z czym w tej konkurencji przyznano dwa złote medale, a medalu srebrnego nie przyznano. Z kolei w alpejskim supergigancie mężczyzn trzecie miejsce ex aequo zajęli Jan Hudec i Bode Miller, w związku z czym przyznano dwa brązowe medale.
W listopadzie i grudniu 2017 roku komisja Klausa Oswalda podjęła decyzję o dyskwalifikacji części rosyjskich sportowców w związku z podejrzeniami o stosowanie niedozwolonych środków dopingujących. Zdyskwalifikowani zostali medaliści: Aleksandr Legkow i Maksim Wylegżanin w biegach narciarskich, a wraz z nimi członkowie rosyjskiej sztafety – Dmitrij Japarow i Aleksandr Biessmiertnych, Aleksandr Zubkow, Aleksiej Wojewoda, Dmitrij Trunienkow i Aleksiej Niegodajło w bobslejach, Aleksandr Trietjakow i Jelena Nikitina w skeletonie, Olga Wiłuchina, Jana Romanowa i Olga Zajcewa w biathlonie, a wraz z nimi członkini biathlonowej sztafety Jekatierina Szumiłowa, Albiert Diemczenko i Tatjana Iwanowa w saneczkarstwie oraz pozostali członkowie sztafety rosyjskiej – Aleksandr Dienisjew i Władisław Antonow oraz Olga Fatkulina w łyżwiarstwie szybkim.
Łącznie Rosja została pozbawiona 13 medali – 4 złotych, 8 srebrnych i 1 brązowego. Spowodowało to duże zmiany w klasyfikacji medalowej. Dotychczas pierwsza w klasyfikacji Rosja spadła na czwarte miejsce, wyprzedzona przez Norwegię, Kanadę i Stany Zjednoczone.
W lutym 2018 roku Sportowy Sąd Arbitrażowy uchylił większość dyskwalifikacji nałożonych przez Międzynarodowy Komitet Olimpijski. Medale olimpijskie zwrócono wszystkim Rosjanom poza bobsleistami (2 złote) i biathlonistkami (2 srebrne). We wrześniu 2020 roku Sportowy Sąd Arbitrażowy uchylił dyskwalifikacje Olgi Wiłuchiny oraz Jany Romanowej, zaś potrzymał dyskwalifikacje Olgi Zajcewej zwracając Rosji 1 srebrny medal. Miejsca za zdyskwalifikowanych rosyjskich medalistów w bobslejach i w biathlonie zostały później obsadzone.
Uchylenie dyskwalifikacji spowodowało kolejne zmiany w tabeli medalowej. Rosja wróciła na pierwsze miejsce w klasyfikacji, choć z mniejszym dorobkiem niż to ogłoszono tuż po zakończeniu igrzysk.

### Klasyfikacja medalowa
| Miejsce | Państwo           | złoto | srebro | brąz | Razem |
| ------- | ----------------- | ----- | ------ | ---- | ----- |
| 1.      | Rosja             | 11    | 10     | 9    | 30    |
| 2.      | Norwegia          | 11    | 6      | 9    | 26    |
| 3.      | Kanada            | 10    | 10     | 5    | 25    |
| 4.      | Stany Zjednoczone | 9     | 7      | 12   | 28    |
| 5.      | Holandia          | 8     | 7      | 9    | 24    |
| 6.      | Niemcy            | 8     | 6      | 5    | 19    |
| 7.      | Szwajcaria        | 6     | 3      | 2    | 11    |
| 8.      | Białoruś          | 5     | 0      | 1    | 6     |
| 9.      | Austria           | 4     | 8      | 5    | 17    |
| 10.     | Francja           | 4     | 4      | 7    | 15    |
| 11.     | Polska            | 4     | 1      | 1    | 6     |
| 12.     | Chiny             | 3     | 4      | 2    | 9     |
| 13.     | Korea Południowa  | 3     | 3      | 2    | 8     |
| 14.     | Szwecja           | 2     | 7      | 6    | 15    |
| 15.     | Czechy            | 2     | 4      | 3    | 9     |
| 16.     | Słowenia          | 2     | 2      | 4    | 8     |
| 17.     | Japonia           | 1     | 4      | 3    | 8     |
| 18.     | Finlandia         | 1     | 3      | 1    | 5     |
| 19.     | Łotwa             | 1     | 1      | 3    | 5     |
| 19.     | Wielka Brytania   | 1     | 1      | 3    | 5     |
| 21.     | Ukraina           | 1     | 0      | 1    | 2     |
| 22.     | Słowacja          | 1     | 0      | 0    | 1     |
| 23.     | Włochy            | 0     | 2      | 6    | 8     |
| 24.     | Australia         | 0     | 2      | 1    | 3     |
| 25.     | Chorwacja         | 0     | 1      | 0    | 1     |
| 26.     | Kazachstan        | 0     | 0      | 1    | 1     |
| Łącznie | Łącznie           | 99    | 97     | 99   | 295   |

## Klasyfikacje według dyscyplin

### Biathlon

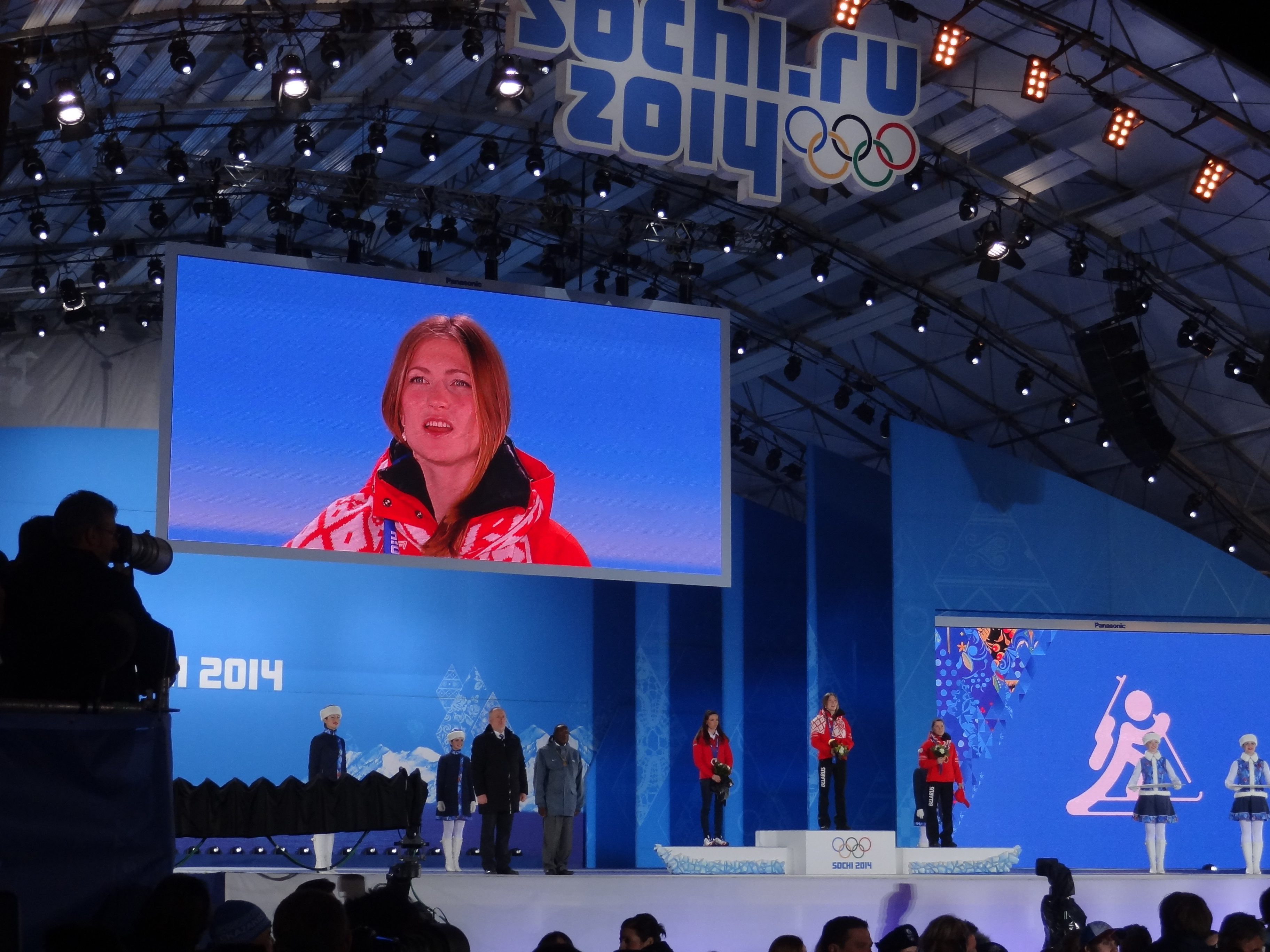
Podium olimpijskie w biathlonowym biegu indywidualnym kobiet; od lewej: Selina Gasparin (srebro), Darja Domraczewa (złoto), Nadieżda Skardino (brąz)

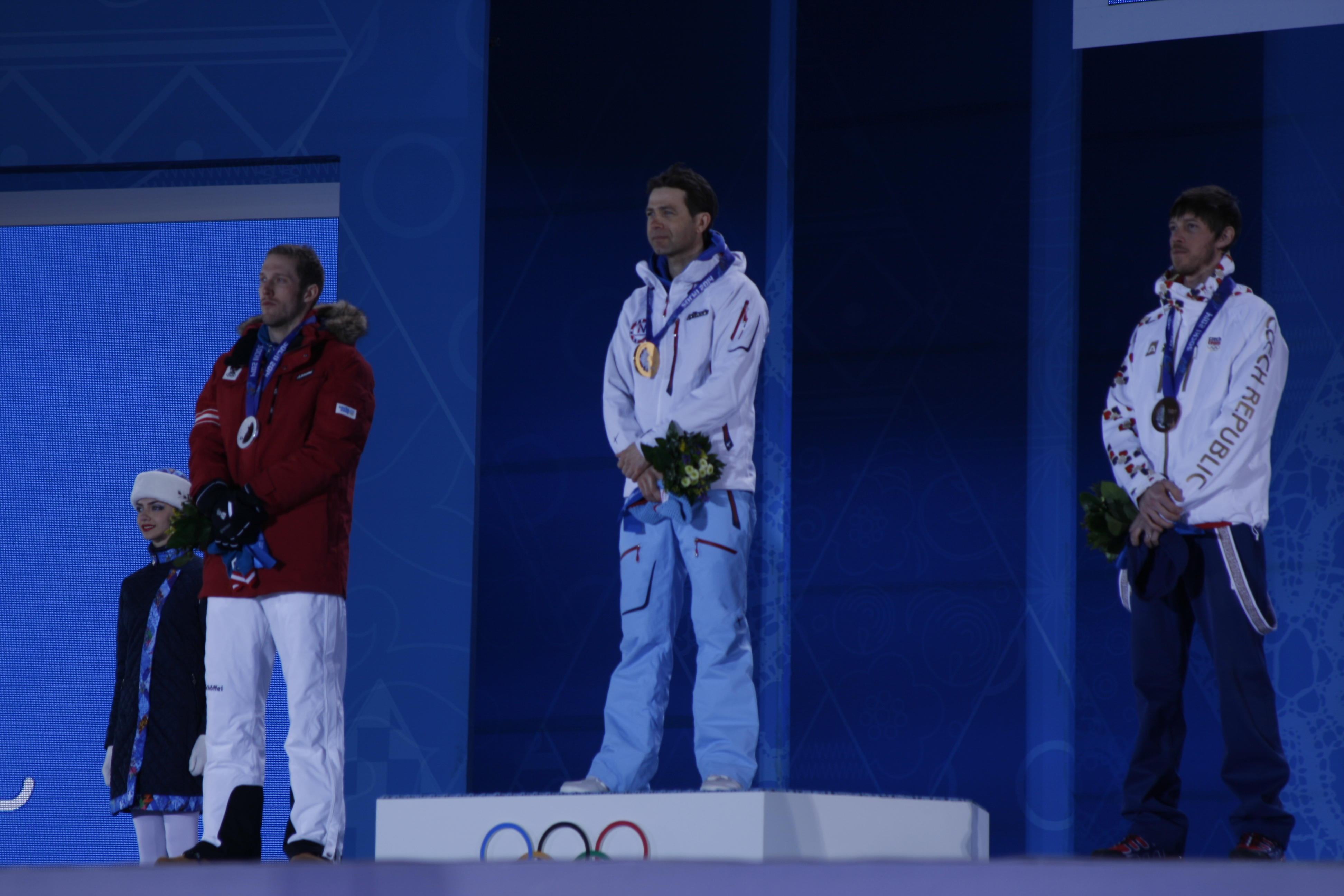
Podium olimpijskie w biathlonowym sprincie mężczyzn; od lewej: Dominik Landertinger (srebro), Ole Einar Bjørndalen (złoto), Jaroslav Soukup (brąz)

Na igrzyskach w Soczi rozegrano jedenaście konkurencji biathlonowych. Do dotychczas rozgrywanych pięciu zawodów męskich i pięciu kobiecych dołączono nową konkurencję olimpijską – sztafetę mieszaną.
Najbardziej utytułowaną biathlonistką została Darja Domraczewa, która zdobyła trzy złote medale olimpijskie, czyniąc to jako pierwsza kobieta w olimpijskiej historii biathlonu. Została jednocześnie pierwszą Białorusinką, która zdobyła trzy medale na jednych zimowych igrzyskach i pierwszą, która więcej niż raz została mistrzynią olimpijską w zimowych zmaganiach. Za te osiągnięcia prezydent Białorusi, Alaksandr Łukaszenka uhonorował zawodniczkę, jako pierwszą w historii kobietę, tytułem Bohatera Białorusi.
Poza Domraczewą jeszcze czworo biathlonistów trzykrotnie stanęło na podium olimpijskim w Soczi – Martin Fourcade (dwa złote i jeden srebrny medal), Tora Berger (złoty, srebrny i brązowy medal), Tiril Eckhoff (złoty i dwa brązowe medale) oraz Ondřej Moravec (dwa srebrne i brązowy medal). Multimedalistami igrzysk zostali ponadto: Ole Einar Bjørndalen i Emil Hegle Svendsen (po dwa złote medale), Wita Semerenko (złoty i brązowy), Erik Lesser i Gabriela Soukalová (po dwa srebrne) oraz Dominik Landertinger i Jaroslav Soukup (po srebrnym i brązowym).
Dzięki zdobyciu dwóch medali w Soczi Ole Einar Bjørndalen został najbardziej utytułowanym olimpijczykiem w historii zimowych igrzysk. W jego dorobku na przestrzeni lat znalazło się 13 medali – 8 złotych, 4 srebrne i 1 brązowy. W listopadzie 2014 roku w Bangkoku został uhonorowany jako najlepszy zawodnik igrzysk w Soczi.
W związku z pozytywnym testem dopingowym zdyskwalifikowana została Niemka Evi Sachenbacher-Stehle, u której wykryto metyloheksaminę. W listopadzie 2014 roku Rosyjska Unia Biathlonowa poinformowała o zawieszeniu Aleksandra Łoginowa za stosowanie środków dopingujących. Pod koniec czerwca 2015 roku Międzynarodowa Unia Biathlonowa podjęła decyzję o dyskwalifikacji zawodnika i anulowaniu wszystkich jego rezultatów począwszy od listopada 2013 roku, a więc także wyników olimpijskich z Soczi.
W 2017 roku Międzynarodowy Komitet Olimpijski w związku z podejrzeniami o stosowanie dopingu zdyskwalifikował Olgę Wiłuchinę, zawodniczka utraciła zdobyte dwa srebrne medale olimpijskie. Zdyskwalifikowane zostały również Jana Romanowa i Olga Zajcewa, które zdobyły srebro w sztafecie. Wraz z nimi srebro wywalczone w tej konkurencji utraciła Jekatierina Szumiłowa, zdyskwalifikowana została również sztafeta mieszana z Jewgienijem Garaniczewem i Antonem Szypulinem.
We wrześniu 2020 roku Sportowy Sąd Arbitrażowy uchylił dyskwalifikacje Olgi Wiłuchiny oraz Jany Romanowej, zaś potrzymał dyskwalifikacje Olgi Zajcewej zwracając Rosji 1 srebrny medal za sprint kobiet. Miejsca w sztafecie kobiet zostały obsadzone.
| Miejsce | Państwo    | Złoto | Srebro | Brąz | Razem |
| ------- | ---------- | ----- | ------ | ---- | ----- |
| 1.      | Norwegia   | 3     | 2      | 1    | 6     |
| 2.      | Białoruś   | 3     | –      | 1    | 4     |
| 3.      | Francja    | 2     | 1      | 1    | 4     |
| 4.      | Rosja      | 1     | 1      | 1    | 3     |
| 5.      | Ukraina    | 1     | –      | 1    | 2     |
| 6.      | Słowacja   | 1     | –      | –    | 1     |
| 7.      | Czechy     | –     | 3      | 3    | 6     |
| 8.      | Niemcy     | –     | 2      | –    | 2     |
| 9.      | Austria    | –     | 1      | 1    | 2     |
| 10.     | Szwajcaria | –     | 1      | –    | 1     |
| 11.     | Słowenia   | –     | –      | 1    | 1     |
| 11.     | Włochy     | –     | –      | 1    | 1     |
| Razem   | Razem      | 11    | 9      | 11   | 31    |

### Biegi narciarskie

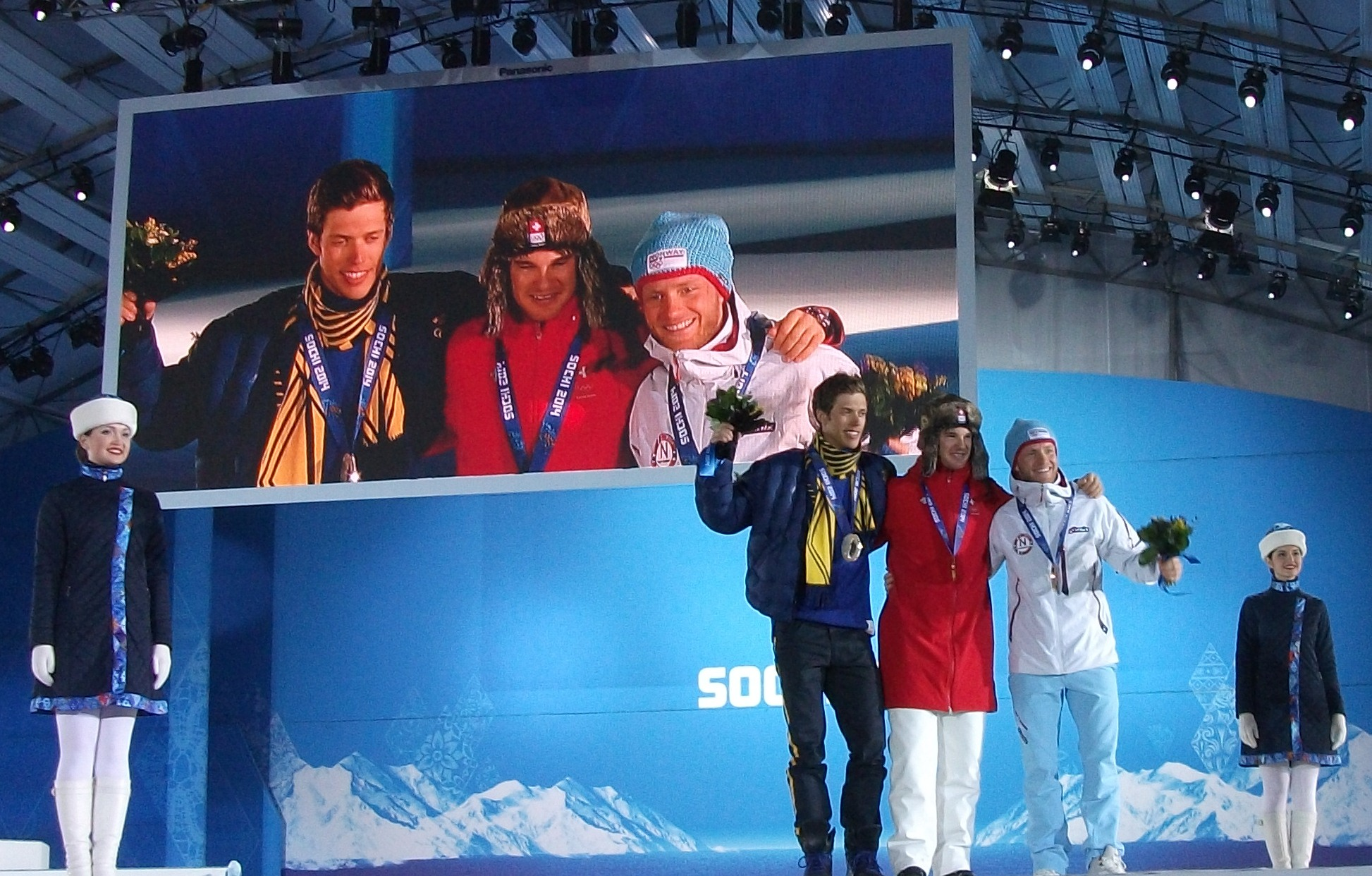
Podium olimpijskie w biegu łączonym mężczyzn; od lewej: Marcus Hellner (srebro), Dario Cologna (złoto), Martin Johnsrud Sundby (brąz)

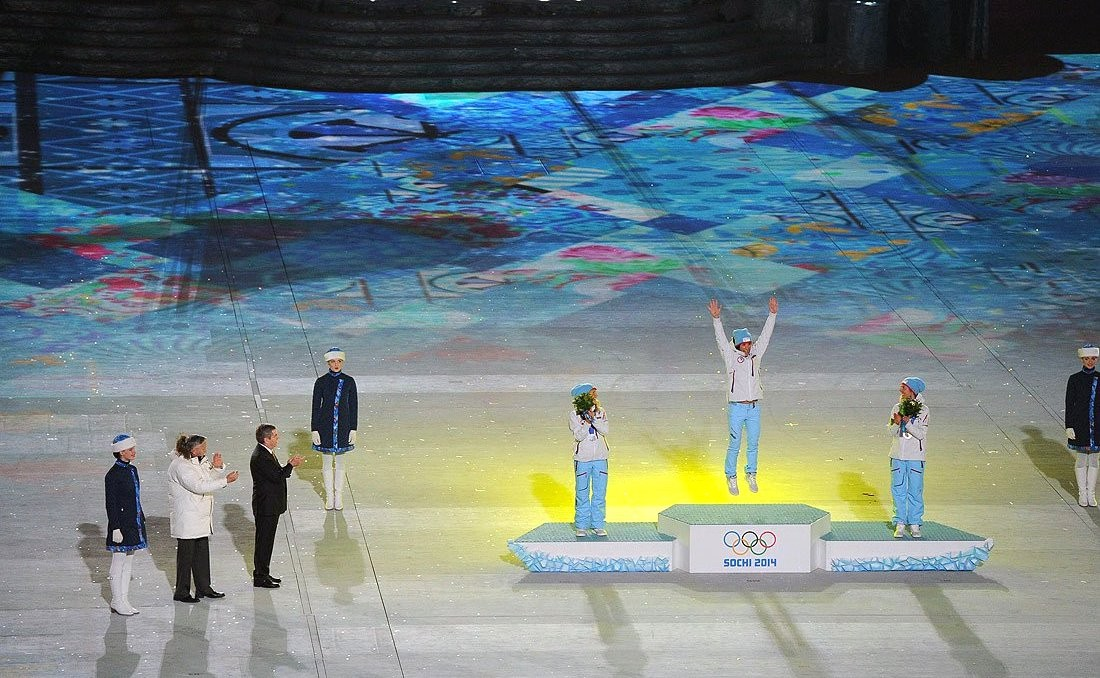
Podium olimpijskie w biegu masowym kobiet; od lewej: Therese Johaug (srebro), Marit Bjørgen (złoto), Kristin Størmer Steira (brąz)

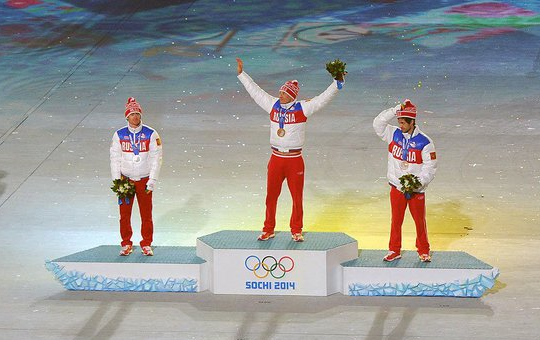
Podium olimpijskie w biegu masowym mężczyzn; od lewej: Maksim Wylegżanin (srebro), Aleksandr Legkow (złoto), Ilja Czernousow (brąz)

Rywalizacja biegaczy i biegaczek w Soczi składała się z dwunastu konkurencji, tak samo jak cztery lata wcześniej w Vancouver.
Najbardziej utytułowaną biegaczką została Marit Bjørgen, która zdobyła trzy złote medale olimpijskie. Przed rozpoczęciem rywalizacji zapowiadała, że jej celem jest zdobycie sześciu złotych medali. Szansę na takie dokonanie straciła po starcie w sprincie indywidualnym, w którym upadła w półfinale i odpadła z dalszej rywalizacji. Mimo że nie udało jej się tego osiągnąć, została najbardziej utytułowaną norweską sportsmenką w historii igrzysk olimpijskich oraz najbardziej utytułowaną kobietą w zimowych igrzyskach olimpijskich.
Poza Bjørgen trzykrotnie na podium olimpijskim stanęła Charlotte Kalla, zdobywając jeden złoty i dwa srebrne medale, oraz Maksim Wylegżanin z trzema srebrnymi medalami. Dwukrotnym mistrzem olimpijskim w rywalizacji mężczyzn został Szwajcar Dario Cologna. Ponadto multimedalistami igrzysk w Soczi zostali: Johan Olsson, Marcus Hellner, Aleksandr Legkow i Ingvild Flugstad Østberg (wszyscy zdobyli po jednym złotym i jednym srebrnym medalu), Daniel Richardsson i Ida Ingemarsdotter (po złotym i brązowym medalu), Aino-Kaisa Saarinen i Kerttu Niskanen (po dwa srebrne medale), Teodor Peterson i Therese Johaug (po srebrnym i brązowym medalu) oraz Emil Jönsson (dwa brązowe medale).
Biegi sztafetowe wśród kobiet i mężczyzn wygrali reprezentanci Szwecji. Po raz trzeci w historii zdarzyło się, że w obu sztafetach tytuł mistrzowski zdobył ten sam kraj – wcześniej dokonali tego Norwegowie na igrzyskach w Grenoble w 1968 roku oraz reprezentanci ZSRR cztery lata później w Sapporo. Osiągnięcie Szwedów w Soczi było jednak pierwszym w historii odkąd rozgrywane są biegi sztafet czteroosobowych wśród obu płci. Wszystkie medale w biegu masowym kobiet na 30 km zdobyły reprezentantki Norwegii (Marit Bjørgen, Therese Johaug i Kristin Størmer Steira), a w biegu masowym mężczyzn na 50 km całe podium zajęli reprezentanci Rosji (Aleksandr Legkow, Maksim Wylegżanin i Ilja Czernousow).
Z uwagi na wykorzystanie wizerunku Marit Bjørgen w kampanii reklamowej firmy niebędącej oficjalnym sponsorem, dyrektor Międzynarodowego Komitetu Olimpijskiego zagroził zawodniczce, że może ona utracić zdobyte w Soczi medale. Medale nie zostały jednak odebrane. Wśród rywalizujących biegaczy i biegaczek w Soczi wykryto dwa przypadki stosowania dopingu – u Ukrainki Maryny Lisohor niedozwoloną substancją była atrimetazydyna, a u Austriaka Johannesa Dürra wykryto erytropoetynę.
Po igrzyskach, w związku z podejrzeniami o doping, Międzynarodowy Komitet Olimpijski odebrał zdobyte medale zawodnikom rosyjskim – Aleksandrowi Legkowi, Maksimowi Wylegżaninowi, Aleksandrowi Biessmiertnych i Nikicie Kriukowowi, a wraz z nimi członkowi rosyjskich sztafet – Dmitrijowi Japarowi. Poza medalistami zdyskwalifikowani zostali również inni biegacze podejrzani o stosowanie dopingu: Jewgienij Biełow, Aleksiej Pietuchow, Jewgienija Szapowałowa, Julija Iwanowa, Julija Czekalowa, Anastasija Docenko i Natalja Matwiejewa. Rosjanie złożyli odwołanie do Sportowego Sądu Arbitrażowego, który postanowił zwrócić im wywalczone medale.
W zawodach biegowych wzięli udział reprezentanci dwóch państw debiutujących w zimowych igrzyskach olimpijskich – Angelica i Gary di Silvestri z Dominiki oraz Mathilde Amivi Petitjean z Togo.
| Miejsce | Państwo    | Złoto | Srebro | Brąz | Razem |
| ------- | ---------- | ----- | ------ | ---- | ----- |
| 1.      | Norwegia   | 5     | 2      | 4    | 11    |
| 2.      | Szwecja    | 2     | 5      | 4    | 11    |
| 3.      | Szwajcaria | 2     | –      | –    | 2     |
| 4.      | Rosja      | 1     | 3      | 1    | 5     |
| 5.      | Finlandia  | 1     | 2      | –    | 3     |
| 6.      | Polska     | 1     | –      | –    | 1     |
| 7.      | Francja    | –     | –      | 1    | 1     |
| 7.      | Niemcy     | –     | –      | 1    | 1     |
| 7.      | Słowenia   | –     | –      | 1    | 1     |
| Razem   | Razem      | 12    | 12     | 12   | 36    |

### Bobsleje

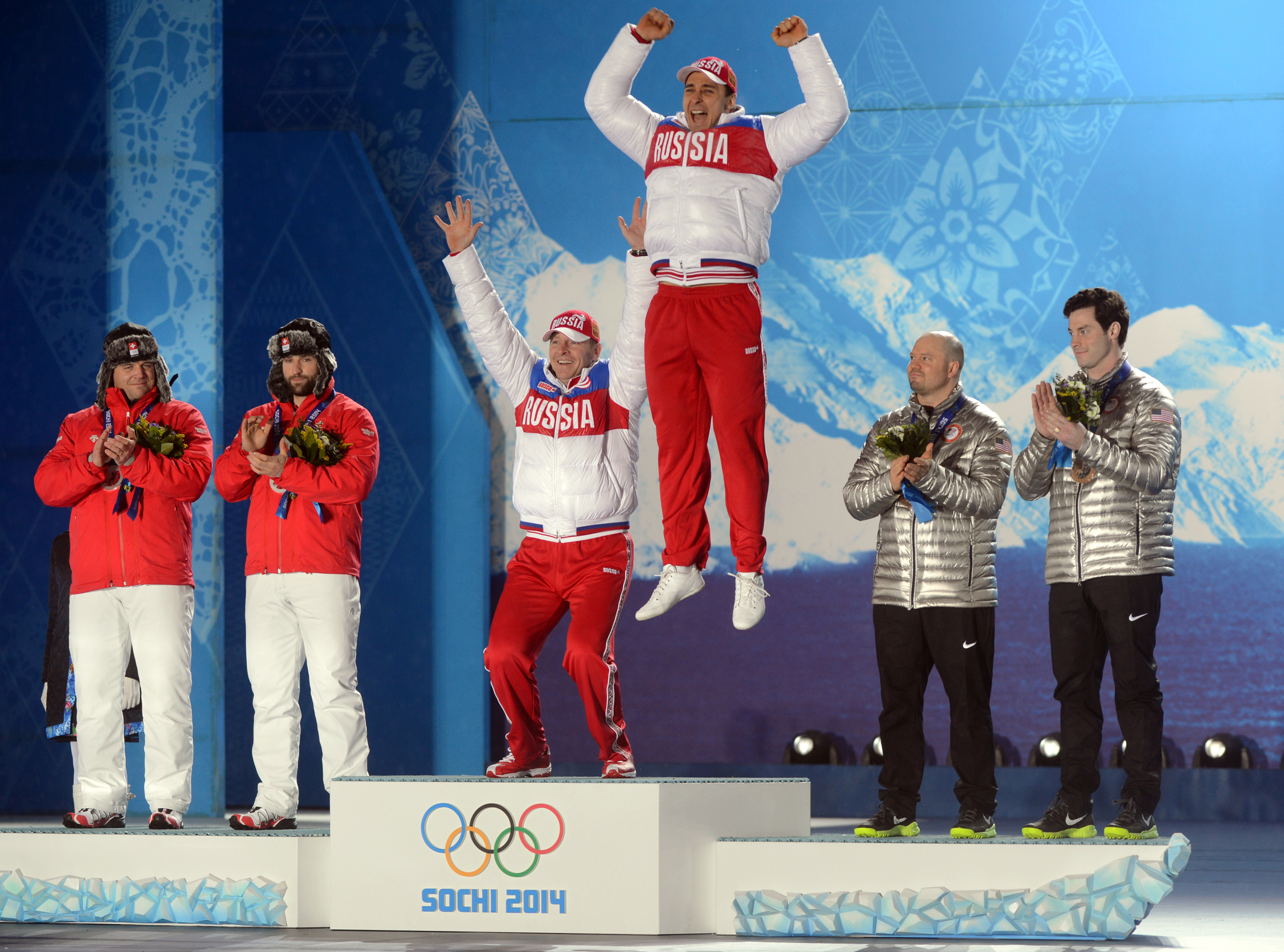
Podium olimpijskie w bobslejowych dwójkach mężczyzn; od lewej: Beat Hefti i Alex Baumann (srebro), Aleksandr Zubkow i Aleksiej Wojewoda (złoto, później zdyskwalifikowani), Steven Holcomb i Steve Langton (brąz)

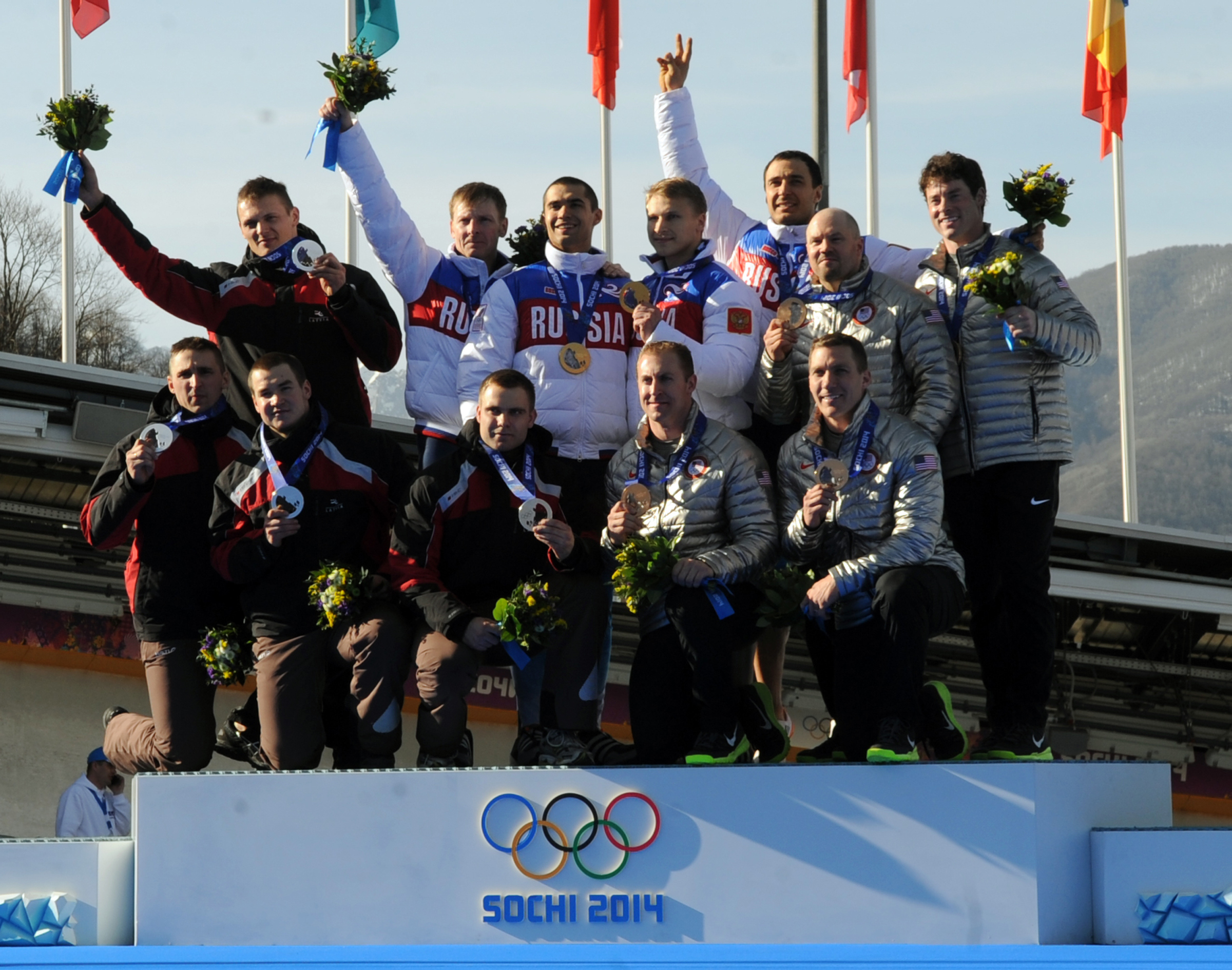
Podium olimpijskie w bobslejowych czwórkach mężczyzn

Konkurencje bobslejowe w Soczi były takie same, jak w Vancouver. Przeprowadzono rywalizację dwójek kobiet i mężczyzn oraz czwórek mężczyzn.
Po dwa złote medale zdobyli Aleksandr Zubkow i Aleksiej Wojewoda, co uczyniło ich najbardziej utytułowanymi bobsleistami igrzysk w Soczi. Po uwzględnieniu dyskwalifikacji zawodników, jedynymi dwukrotnymi medalistami zostali Amerykanie Steven Holcomb i Steve Langton, w dorobku których znalazły się dwa brązowe medale. Oni, a także Curtis Tomasevicz i Chris Fogt, bronili tytułu mistrzów olimpijskich w czwórkach z Vancouver. W Soczi zajęli trzecie miejsce.
W rywalizacji kobiecych dwójek po raz pierwszy w historii mistrzynie olimpijskie obroniły tytuł. Dokonały tego Kanadyjki Kaillie Humphries i Heather Moyse. Zostały w ten sposób najbardziej utytułowanymi bobsleistkami w historii i pierwszymi, które miały na koncie dwa złota olimpijskie w bobslejach kobiet.
Pierwszymi w historii medalistami olimpijskimi w bobslejach dla Łotwy zostali Oskars Melbārdis, Arvis Vilkaste, Daumants Dreiškens i Jānis Strenga, zdobywając srebro w czwórkach. Z kolei po raz pierwszy od igrzysk w Innsbrucku w 1964 roku ani jednego medalu nie zdobył żaden z Niemców.
Za stosowanie dimetylopentylaminy jeszcze przed startem olimpijskim zdyskwalifikowano Włocha Williama Frullaniego. Po igrzyskach zdyskwalifikowany został również Polak Daniel Zalewski, u którego wykryto fenyloetyloaminę. Dyskwalifikacja dotknęła również pozostałych członków polskiej czwórki bobslejowej – Dawida Kupczyka oraz Michała Kasperowicza i Pawła Mroza.
Na przełomie listopada i grudnia 2017 roku komisja Denisa Oswalda zdyskwalifikowała rosyjskich bobsleistów w związku z podejrzeniami o stosowanie dopingu. Zdyskwalifikowani zostali: Aleksandr Kasjanow, Olga Stulniewa, Aleksiej Puszkariow, Ilwir Chuzin, Aleksiej Wojewoda, Aleksandr Zubkow, Dmitrij Trunienkow, Aleksiej Niegodajło, Maksim Bieługin i Ludmiła Udobkina. Skutkiem dyskwalifikacji było odebranie Rosjanom dwóch złotych medali – w dwójkach i czwórkach mężczyzn oraz pozbawienie pozostałych miejsc zajętych przez zdyskwalifikowanych zawodników. Miejsca uzyskane przez Rosjan pozostały nieobsadzone. Po złożeniu odwołania przez Rosjan, w lutym 2018 roku Sportowy Sąd Arbitrażowy uchylił dyskwalifikacje Stulniewej, Niegodajły, Trunienkowa i Udobkiny. Pozostałe decyzje MKOl-u zostały podtrzymane. Miejsca za zdyskwalifikowanych rosyjskich medalistów zostały później obsadzone.
| Miejsce | Państwo         | Złoto | Srebro | Brąz | Razem |
| ------- | --------------- | ----- | ------ | ---- | ----- |
| 1.      | Łotwa           | 1     | –      | 1    | 2     |
| 2.      | Kanada          | 1     | –      | –    | 1     |
| 2.      | Szwajcaria      | 1     | –      | –    | 1     |
| 4.      | USA             | –     | 3      | 1    | 4     |
| 5.      | Wielka Brytania | –     | –      | 1    | 1     |
| Razem   | Razem           | 3     | 3      | 3    | 9     |

### Curling
W Soczi rozegrane zostały dwa turnieje w curlingu – turniej kobiet i mężczyzn.
Medalistami olimpijskimi zostali curlerzy i curlerki z trzech państw – Kanady, Szwecji i Wielkiej Brytanii. Kanada triumfowała w obu turniejach, zdobywając dwa złota olimpijskie, co było pierwszą taką sytuacją w historii. Dzięki zwycięstwu Kanada awansowała na pierwsze miejsce w olimpijskiej tabeli wszech czasów w curlingu kobiet, pokonując drugą w klasyfikacji Szwecję o jeden brązowy medal. W turnieju mężczyzn reprezentacja Kanady zwyciężyła po raz trzeci z rzędu, co umocniło ją na pozycji lidera w klasyfikacji wszech czasów. Reprezentacje Wielkiej Brytanii i Szwecji zdobyły pierwsze od 90 lat medale olimpijskie w curlingowym turnieju mężczyzn.
| Miejsce | Państwo         | Złoto | Srebro | Brąz | Razem |
| ------- | --------------- | ----- | ------ | ---- | ----- |
| 1.      | Kanada          | 2     | –      | –    | 2     |
| 2.      | Szwecja         | –     | 1      | 1    | 2     |
| 2.      | Wielka Brytania | –     | 1      | 1    | 2     |
| Razem   | Razem           | 1     | 1      | 1    | 3     |

### Hokej na lodzie

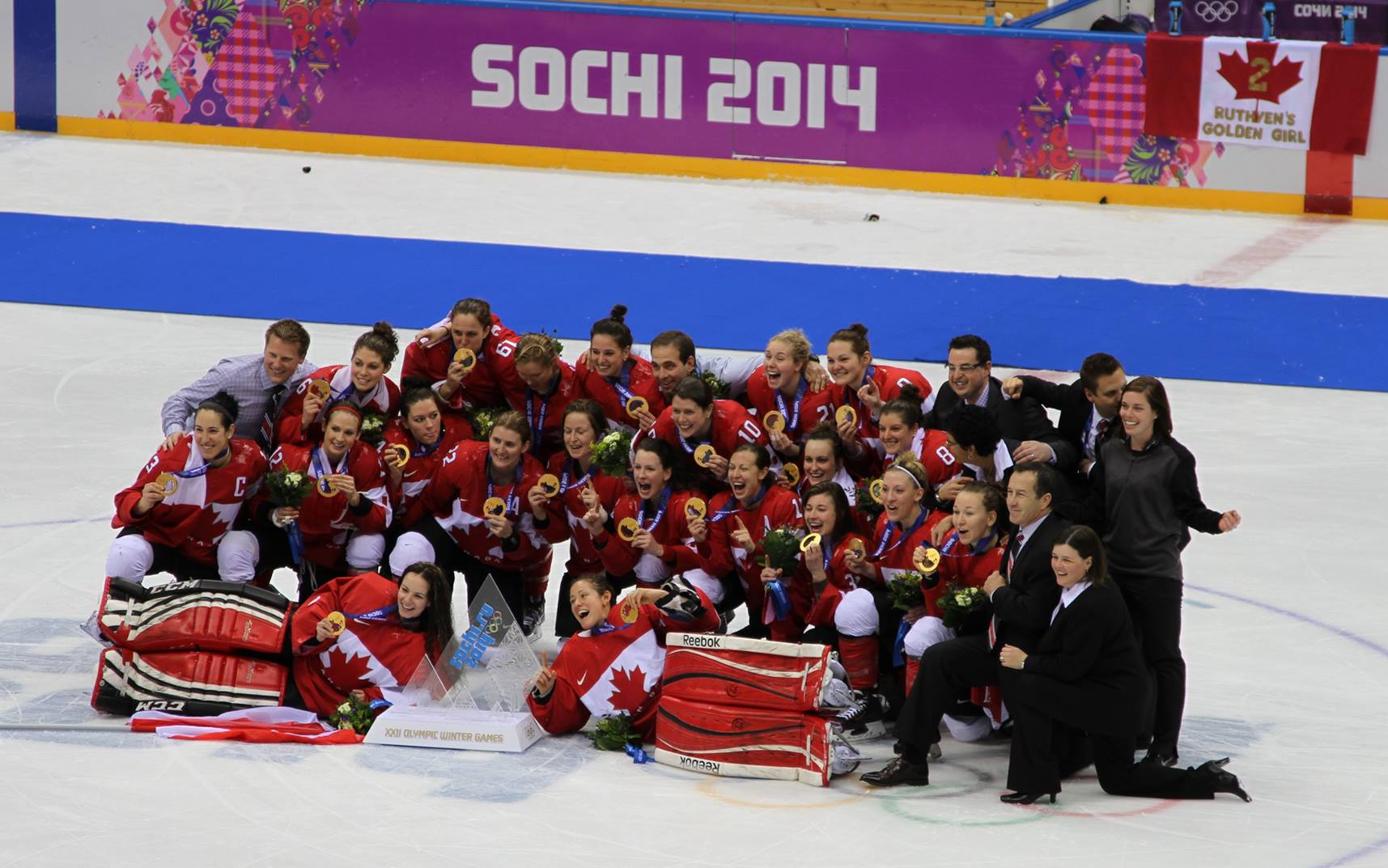
Kanadyjki – mistrzynie olimpijskie w hokeju na lodzie kobiet

Formuła turniejów hokejowych na igrzyskach w Soczi nie uległa zmianie w porównaniu do turniejów w Vancouver. Jedyna różnica pomiędzy tymi turniejami polegała na powrocie do międzynarodowego standardu rozmiaru lodowiska.
Złote medale olimpijskie w obu turniejach w Soczi zdobyli reprezentanci Kanady. W turnieju mężczyzn Kanadyjczycy zwyciężyli we wszystkich spotkaniach. Dokonali tego jako pierwsi od igrzysk w Nagano w 1998 roku. Jednocześnie jako pierwsi od igrzysk w Calgary w 1988 roku obronili tytuł mistrzowski w hokeju na lodzie mężczyzn. Wicemistrzami olimpijskimi zostali Szwedzi, a brązowy medal zdobyli Finowie. Na piątym miejscu turniej zakończyła faworyzowana reprezentacja gospodarzy igrzysk – Rosja.
Złoty medal Kanadyjek w turnieju kobiet był czwartym z rzędu tytułem mistrzyń olimpijskich dla Kanady. W zwycięskiej drużynie po raz czwarty znalazły się Hayley Wickenheiser, Jayna Hefford i Caroline Ouellette. Zostały tym samym pierwszymi w historii hokeistkami z takim dorobkiem medalowym. Dołączyły zarazem do dotychczas dwuosobowego grona sportowców, którzy zdobywali złote medale na czterech kolejnych zimowych igrzyskach olimpijskich – Aleksandra Tichonowa (1968–1980) i Claudii Pechstein (1994–2006). Srebrny medal zdobyły Amerykanki, a brązowy Szwajcarki. Dla Szwajcarii był to pierwszy medal olimpijski w żeńskim hokeju na lodzie.
Przed meczem finałowym w turnieju mężczyzn, w związku z podejrzeniem stosowania pseudoefedryny, z rozgrywek został wykluczony Szwed Nicklas Bäckström, który został później uniewinniony – udowodniono, że substancja znajdowała się w stosowanym przez zawodnika leku na alergię. Na dopingu przyłapani zostali reprezentanci Łotwy, Vitālijs Pavlovs, w którego organizmie wykryta została metyloheksamina, oraz Ralfs Freibergs.
Na przełomie listopada i grudnia 2017 roku Międzynarodowy Komitet Olimpijski zdyskwalifikował osiem rosyjskich hokeistek, co skutkowało anulowaniem wyników zespołu w turnieju olimpijskim. Zdyskwalifikowane zostały: Tatjana Burina, Inna Diubanok, Jekatierina Lebiediewa, Jekatierina Paszkiewicz, Galina Skiba, Jekatierina Smolencewa, Anna Szybanowa i Anna Szukina. W lutym 2018 roku Sportowy Sąd Arbitrażowy uchylił pięć dyskwalifikacji, podtrzymał natomiast dyskwalifikacje Diubanok, Skiby i Szybanowej, w efekcie zespół wciąż pozostał zdyskwalifikowany.
| Miejsce | Państwo    | Złoto | Srebro | Brąz | Razem |
| ------- | ---------- | ----- | ------ | ---- | ----- |
| 1.      | Kanada     | 2     | –      | –    | 2     |
| 2.      | Szwecja    | –     | 1      | –    | 1     |
| 2.      | USA        | –     | 1      | –    | 1     |
| 4.      | Finlandia  | –     | –      | 1    | 1     |
| 4.      | Szwajcaria | –     | –      | 1    | 1     |
| Razem   | Razem      | 2     | 2      | 2    | 6     |

### Kombinacja norweska
Konkurencje w kombinacji norweskiej rozgrywane na igrzyskach w Soczi nie uległy zmianie w porównaniu do zmagań olimpijskich w Vancouver. Zawodnicy rywalizowali w dwóch konkurencjach indywidualnych i jednej drużynowej.
Pięciu dwuboistów wywalczyło w Soczi po dwa medale olimpijskie – Jørgen Graabak (dwa złote), Magnus Moan i Eric Frenzel (obaj złoty i srebrny), Magnus Krog (złoty i brązowy) oraz Fabian Rießle (srebrny i brązowy).
W zawodach wystartował Todd Lodwick, dzięki czemu został pierwszym Amerykaninem, który wziął udział w sześciu zimowych igrzyskach olimpijskich. Po występie w Soczi zakończył sportową karierę.
| Miejsce | Państwo  | Złoto | Srebro | Brąz | Razem |
| ------- | -------- | ----- | ------ | ---- | ----- |
| 1.      | Norwegia | 2     | 1      | 1    | 4     |
| 2.      | Niemcy   | 1     | 1      | 1    | 3     |
| 3.      | Japonia  | –     | 1      | –    | 1     |
| 4.      | Austria  | –     | –      | 1    | 1     |
| Razem   | Razem    | 3     | 3      | 3    | 9     |

### Łyżwiarstwo figurowe

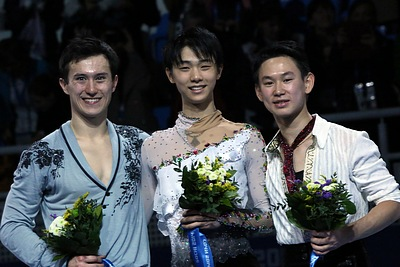
Podium olimpijskie w jeździe indywidualnej mężczyzn; od lewej: Patrick Chan (srebro), Yuzuru Hanyū (złoto), Dienis Tien (brąz)

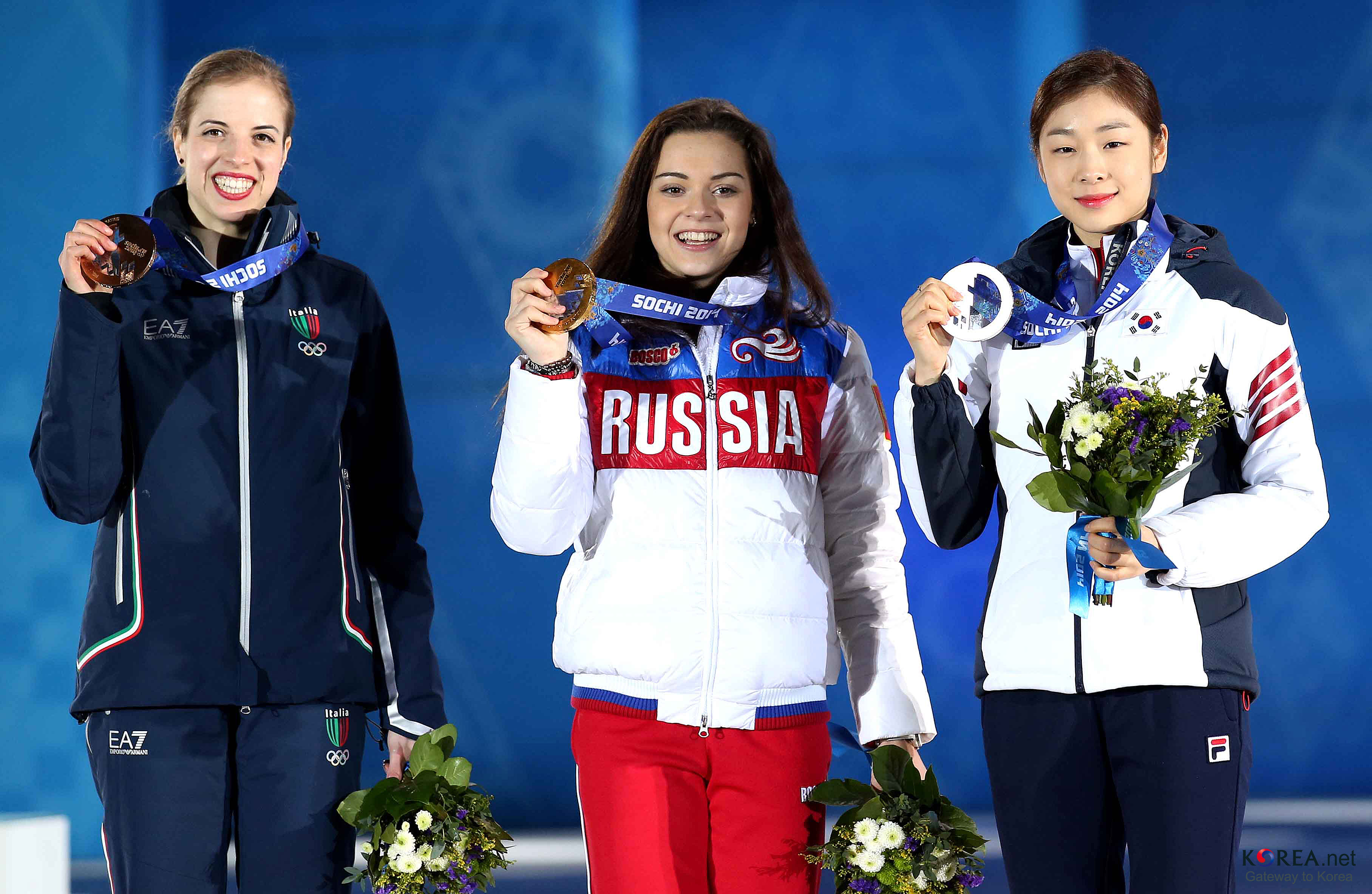
Podium olimpijskie w jeździe indywidualnej kobiet; od lewej: Carolina Kostner (brąz), Adelina Sotnikowa (złoto), Kim Yu-na (srebro)

Na igrzyskach w Soczi rozegrano pięć konkurencji w łyżwiarstwie figurowym. Poza dotychczas przeprowadzanymi zawodami solistów, solistek, par sportowych i tanecznych, w kalendarzu po raz pierwszy znalazły się zawody drużynowe.
Dzięki włączeniu zawodów drużynowych do programu olimpijskiego, 11 łyżwiarzy figurowych zostało multimedalistami igrzysk w Soczi. Taka sytuacja, że łyżwiarz figurowy został multimedalistą jednej edycji igrzysk, zdarzyła się po raz pierwszy od igrzysk w Garmisch-Partenkirchen w 1936 roku (wówczas multimedalistą został Ernst Baier) i po raz trzeci w historii (poza Baierem multimedalistką igrzysk w Londynie w 1908 roku została Madge Syers-Cave).
Jednocześnie Tetiana Wołosożar i Maksim Trańkow zostali pierwszymi w historii dwukrotnymi mistrzami olimpijskimi w łyżwiarstwie figurowym podczas jednych igrzysk. Multimedalistami zostali również: Fiodor Klimow i Ksienija Stołbowa (złoto i srebro), Nikita Kacałapow, Jelena Iljinych, Charlie White i Meryl Davis (złoto i brąz) oraz Patrick Chan, Scott Moir i Tessa Virtue (dwa razy srebro).
Dzięki zdobyciu złotego medalu w zawodach drużynowych Jewgienij Pluszczenko został drugim w historii łyżwiarzem figurowym, który miał na koncie cztery medale olimpijskie. Wcześniej dokonał tego tylko Gillis Grafström w latach 1920–1932.
Pierwsze w historii medale olimpijskie w łyżwiarstwie figurowym zdobyli: Yuzuru Hanyū dla Japonii i Dienis Tien dla Kazachstanu.
| Miejsce | Państwo          | Złoto | Srebro | Brąz | Razem |
| ------- | ---------------- | ----- | ------ | ---- | ----- |
| 1.      | Rosja            | 3     | 1      | 1    | 5     |
| 2.      | USA              | 1     | –      | 1    | 2     |
| 3.      | Japonia          | 1     | –      | –    | 1     |
| 4.      | Kanada           | –     | 3      | –    | 3     |
| 5.      | Korea Południowa | –     | 1      | –    | 1     |
| 6.      | Kazachstan       | –     | –      | 1    | 1     |
| 6.      | Niemcy           | –     | –      | 1    | 1     |
| 6.      | Włochy           | –     | –      | 1    | 1     |
| Razem   | Razem            | 5     | 5      | 5    | 15    |

### Łyżwiarstwo szybkie

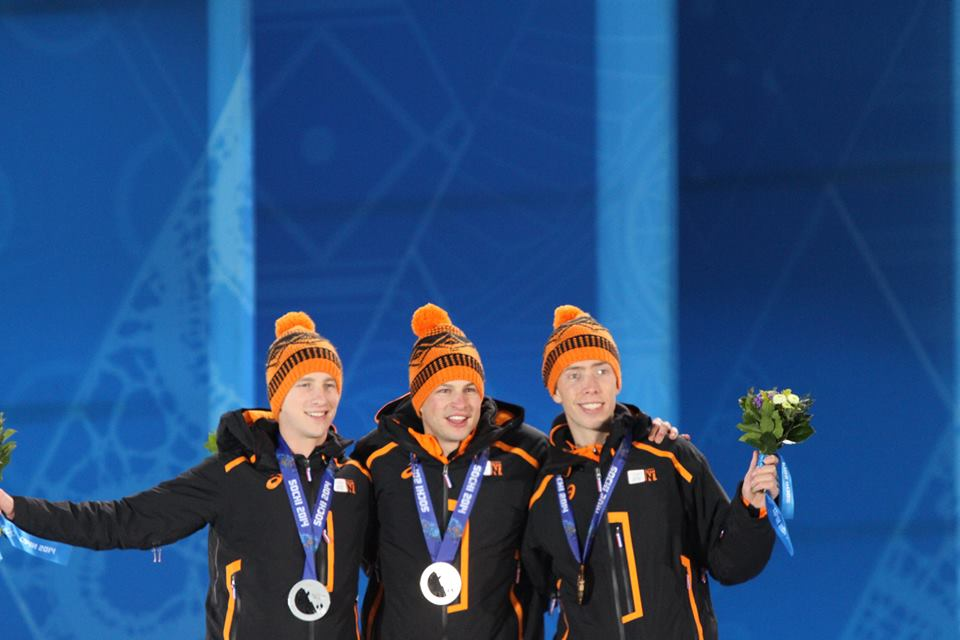
Podium olimpijskie w biegu na 5000 m mężczyzn; od lewej: Jan Blokhuijsen (srebro), Sven Kramer (złoto), Jorrit Bergsma (brąz)

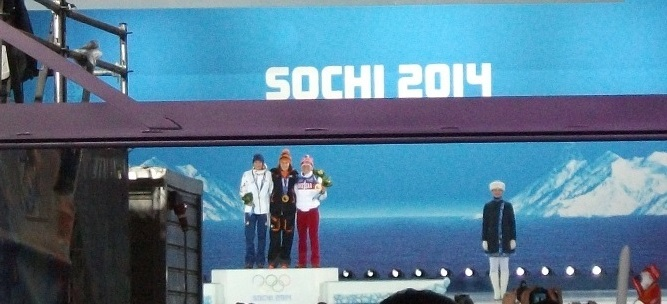
Podium olimpijskie w biegu na 3000 m kobiet; od lewej: Martina Sáblíková (srebro), Ireen Wüst (złoto), Olga Graf (brąz)

Rywalizacja panczenistów i panczenistek w Soczi składała się z dwunastu konkurencji. Dystanse biegów nie uległy zmianie w porównaniu do igrzysk w Vancouver.
Zawody łyżwiarskie zostały zdominowane przez reprezentantów Holandii. Holendrzy zdobyli 23 medale – 8 złotych, 7 srebrnych i 8 brązowych. Rezultatem tym ustanowili dwa rekordy pod względem liczby zdobytych medali w łyżwiarstwie szybkim w trakcie jednych igrzysk – zarówno biorąc pod uwagę medale złote (poprawili tym samym poprzedni rekord sześciu złotych medali wywalczonych w 1960 roku przez ZSRR), jak i sumę wszystkich medali (poprzedni rekord wynosił 13 medali i został ustanowiony w 1988 roku przez NRD).
W czterech konkurencjach reprezentacja Holandii zajęła wszystkie trzy miejsca na podium olimpijskim. Wśród mężczyzn w biegu na 500 m medalistami zostali Michel Mulder, Jan Smeekens i Ronald Mulder, w biegu na 5000 m medale zdobyli Sven Kramer, Jan Blokhuijsen i Jorrit Bergsma, w biegu na 10 000 m medalistami zostali Bergsma, Kramer i Bob de Jong, natomiast w rywalizacji kobiet na 1500 m medale wywalczyły Jorien ter Mors, Ireen Wüst i Lotte van Beek. W tej ostatniej konkurencji czwarte miejsce zajęła kolejna Holenderka, Marrit Leenstra. W ten sposób Holandia została pierwszym krajem, który na jednych igrzyskach zdobył wszystkie medale w czterech konkurencjach.
Multimedalistami igrzysk w Soczi zostało 15 panczenistów. Najbardziej utytułowaną zawodniczką została Ireen Wüst z dwoma złotymi i trzema srebrnymi medalami. W zawodach mężczyzn trzykrotnie na podium olimpijskim stanął Sven Kramer, zdobywając dwa złote i jeden srebrny medal. Ponadto po dwa medale wywalczyli: Jorien ter Mors (dwa złote), Jan Blokhuijsen, Koen Verweij i Martina Sáblíková (złoty i srebrny), Jorrit Bergsma, Michel Mulder, Zbigniew Bródka i Lotte van Beek (złoty i brązowy), Denny Morrison (srebrny i brązowy) oraz Margot Boer i Olga Graf (dwa brązowe).
Wicemistrzyni olimpijska w biegu na 500 m kobiet, Olga Fatkulina została w listopadzie 2017 roku zdyskwalifikowana przez Międzynarodowy Komitet Olimpijski w związku z podejrzeniem, że zawodniczka stosowała środki dopingujące. Zdyskwalifikowani zostali również Aleksandr Rumiancew, Iwan Skobriew i Artiom Kuzniecow. W 2018 roku Sportowy Sąd Arbitrażowy uchylił decyzję MKOl-u – Fatkulinie zwrócono srebrny medal, również wyniki Rumiancewa i Kuzniecowa zostały przywrócone.
| Miejsce | Państwo          | Złoto | Srebro | Brąz | Razem |
| ------- | ---------------- | ----- | ------ | ---- | ----- |
| 1.      | Holandia         | 8     | 7      | 8    | 23    |
| 2.      | Polska           | 1     | 1      | 1    | 3     |
| 3.      | Czechy           | 1     | 1      | –    | 2     |
| 3.      | Korea Południowa | 1     | 1      | –    | 2     |
| 5.      | Chiny            | 1     | –      | –    | 1     |
| 6.      | Rosja            | –     | 1      | 2    | 3     |
| 7.      | Kanada           | –     | 1      | 1    | 2     |
| Razem   | Razem            | 12    | 12     | 12   | 36    |

### Narciarstwo alpejskie

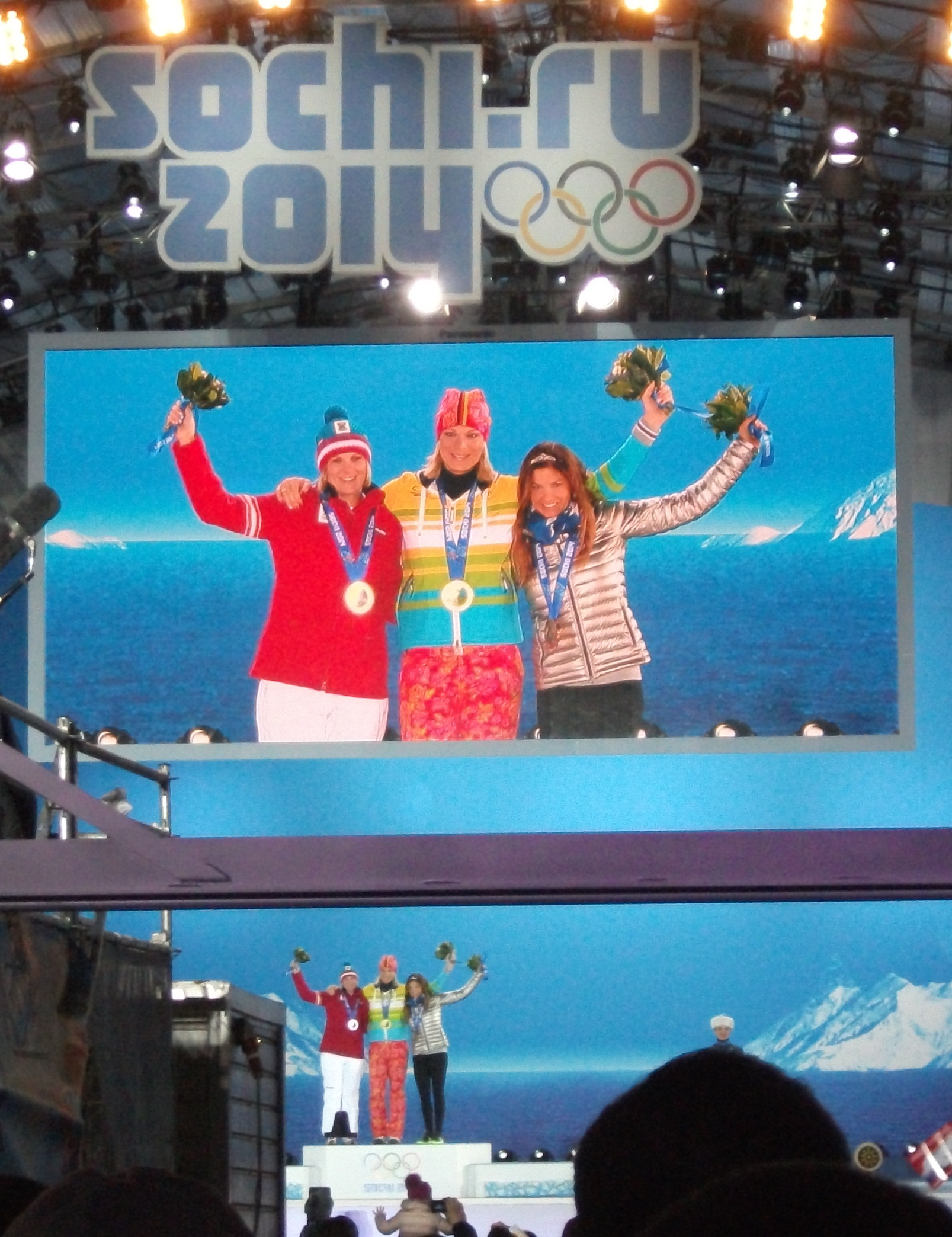
Podium olimpijskie w superkombinacji kobiet; od lewej: Nicole Hosp (srebro), Maria Höfl-Riesch (złoto), Julia Mancuso (brąz)

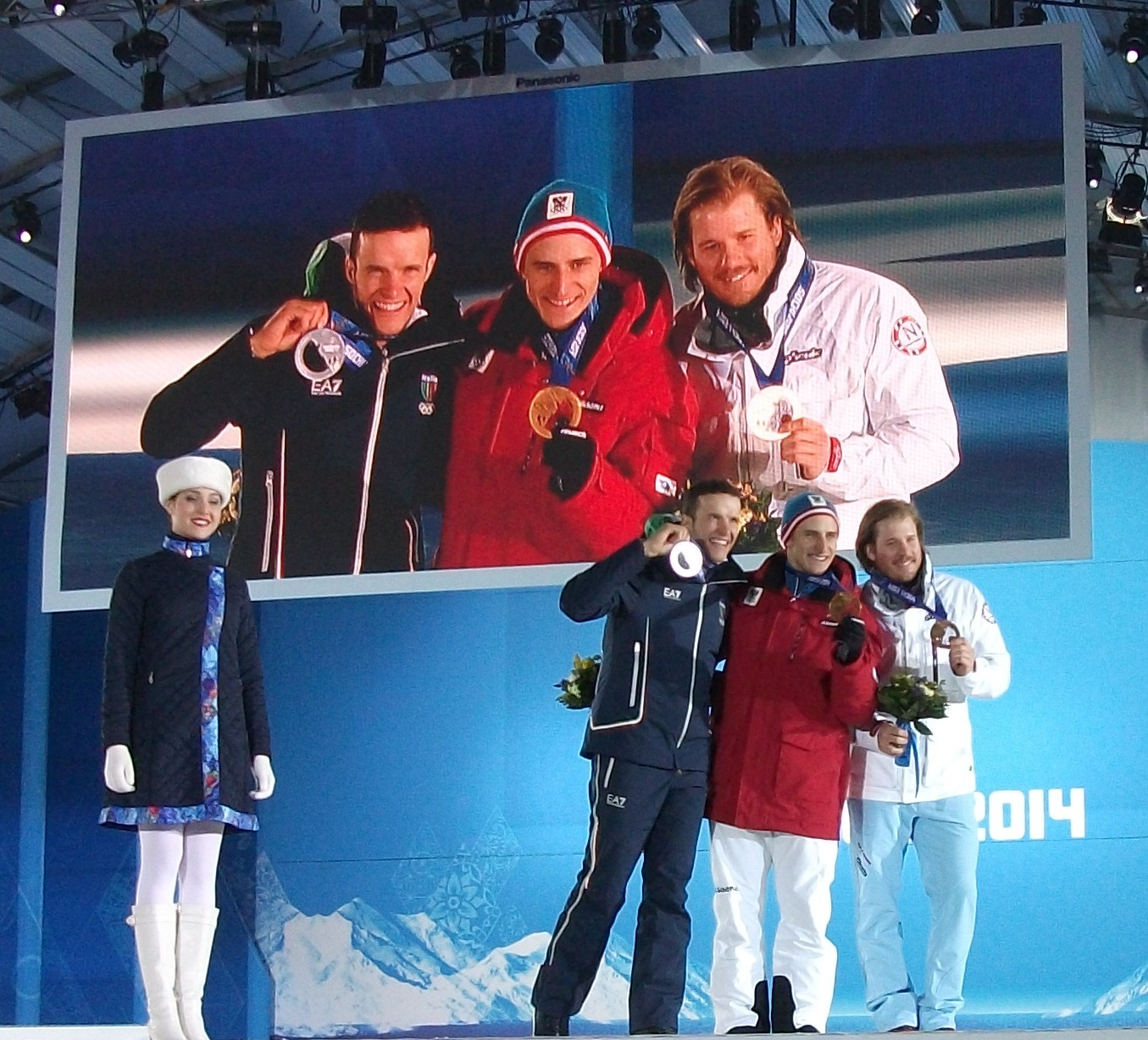
Podium olimpijskie w zjeździe mężczyzn; od lewej: Christof Innerhofer (srebro), Matthias Mayer (złoto), Kjetil Jansrud (brąz)

Na igrzyskach w Soczi rozegrano 10 konkurencji alpejskich, niezmiennie od poprzednich igrzysk. W lipcu 2011 roku Międzynarodowy Komitet Olimpijski odrzucił propozycję włączenia do programu olimpijskiego zawodów drużynowych w narciarstwie alpejskim.
Medale olimpijskie wywalczyli alpejczycy z dziesięciu państw. Najwięcej razy, dziewięciokrotnie, na podium stanęli reprezentanci Austrii, zdobywając trzy złote, cztery srebrne i dwa brązowe medale.
Najbardziej utytułowaną alpejką igrzysk w Soczi została Tina Maze z dorobkiem dwóch złotych medali. Były to pierwsze w historii złote medale zimowych igrzysk olimpijskich zdobyte dla Słowenii. Dwukrotnie na podium w Soczi stanęli również: Anna Fenninger i Maria Höfl-Riesch (złoto i srebro), Kjetil Jansrud (złoto i brąz) oraz Christof Innerhofer i Nicole Hosp (srebro i brąz).
W zjeździe kobiet pierwsze miejsce ex aequo zajęły Tina Maze i Dominique Gisin. Po raz pierwszy w olimpijskiej historii narciarstwa alpejskiego przyznano dwa złote medale. Z kolei w supergigancie mężczyzn na trzecim miejscu ex aequo znaleźli się Jan Hudec i Bode Miller, w związku z czym przyznano dwa brązowe medale. Hudec został w ten sposób pierwszym od 20 lat kanadyjskim medalistą olimpijskim w narciarstwie alpejskim, natomiast Miller najstarszym w historii medalistą olimpijskim w narciarstwie alpejskim w wieku 36 lat. W przeprowadzonej kilka dni później rywalizacji w slalomie mężczyzn złoty medal zdobył Mario Matt, który mając 34 lata, został najstarszym w historii mistrzem olimpijskim w narciarstwie alpejskim.
Jedyną zawodniczką, która obroniła tytuł mistrzyni olimpijskiej z Vancouver, była Maria Höfl-Riesch – zwyciężczyni superkombinacji kobiet.
W zawodach alpejskich wzięli udział reprezentanci czterech państw debiutujących w zimowych igrzyskach olimpijskich – Luke Steyn z Zimbabwe, Alessia Afi Dipol z Togo, Yohan Goutt Goncalves z Timoru Wschodniego i Élise Pellegrin z Malty.
| Miejsce | Państwo    | Złoto | Srebro | Brąz | Razem |
| ------- | ---------- | ----- | ------ | ---- | ----- |
| 1.      | Austria    | 3     | 4      | 2    | 9     |
| 2.      | USA        | 2     | 1      | 2    | 5     |
| 3.      | Szwajcaria | 2     | –      | 1    | 3     |
| 4.      | Słowenia   | 2     | –      | –    | 2     |
| 5.      | Niemcy     | 1     | 1      | 1    | 3     |
| 6.      | Norwegia   | 1     | –      | 2    | 3     |
| 7.      | Francja    | –     | 1      | 1    | 2     |
| 7.      | Włochy     | –     | 1      | 1    | 2     |
| 9.      | Chorwacja  | –     | 1      | –    | 1     |
| 10.     | Kanada     | –     | –      | 1    | 1     |
| Razem   | Razem      | 11    | 9      | 11   | 31    |

### Narciarstwo dowolne

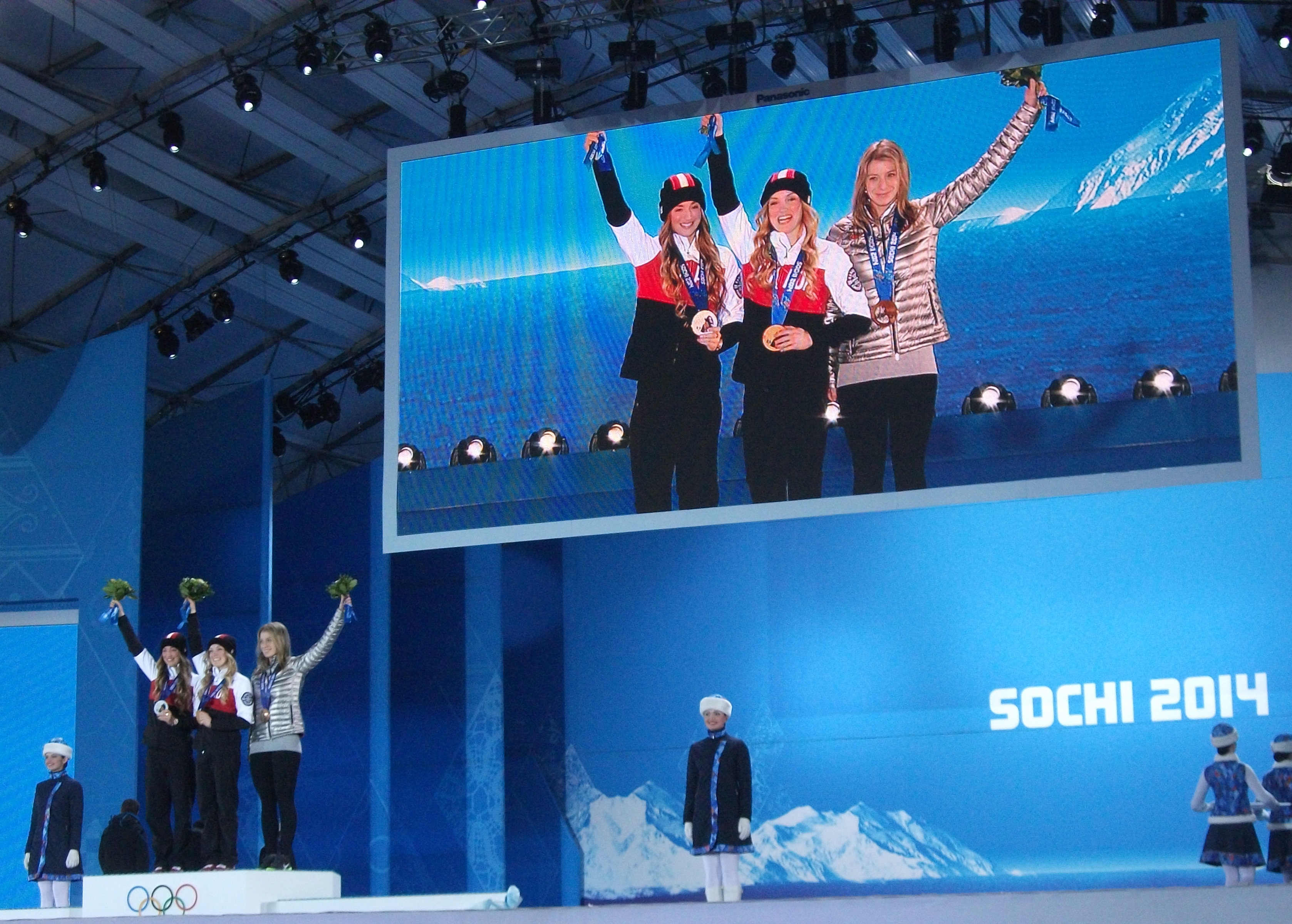
Podium olimpijskie w jeździe po muldach kobiet; od lewej: Chloé Dufour-Lapointe (srebro), Justine Dufour-Lapointe (złoto), Hannah Kearney (brąz)

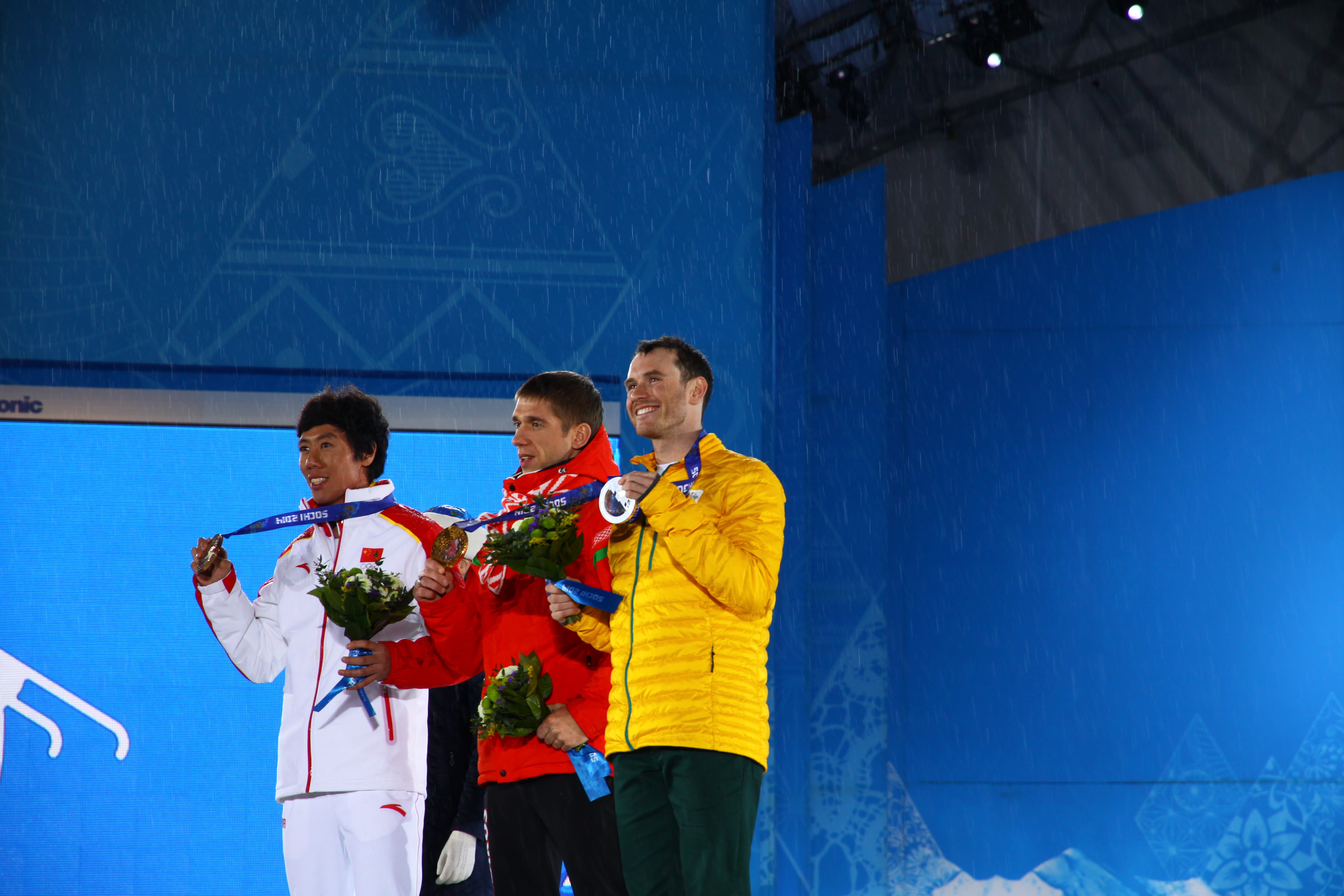
Podium olimpijskie w skokach akrobatycznych mężczyzn; od lewej: Jia Zongyang (brąz), Anton Kusznir (złoto), David Morris (srebro)

Na igrzyskach w 2014 roku rozegrano dziesięć konkurencji w narciarstwie dowolnym. Do programu olimpijskiego włączono half-pipe i slopestyle kobiet i mężczyzn.
Medale zdobyli reprezentanci dziewięciu państw. Najwięcej razy, dziewięciokrotnie, na podium olimpijskim stanęli zawodnicy i zawodniczki z Kanady, zdobywając cztery złote, cztery srebrne i jeden brązowy medal. Żaden z zawodników nie zdobył więcej niż jednego medalu na tych igrzyskach. W jeździe po muldach mężczyzn złoty medal zdobył Alexandre Bilodeau. Jako pierwszy narciarz dowolny obronił tytuł mistrza olimpijskiego i jednocześnie jako pierwszy miał na koncie dwa złote medale olimpijskie w narciarstwie dowolnym.
W dwóch konkurencjach wszystkie trzy miejsca na podium zajęli reprezentanci tego samego państwa. W skicrossie mężczyzn wszystkie medale zdobyli Francuzi – Jean Frédéric Chapuis, Arnaud Bovolenta i Jonathan Midol, a w slopestyle’u mężczyzn Amerykanie – Joss Christensen, Gus Kenworthy i Nicholas Goepper. Po występie Francuzów w skicrossie protest do Międzynarodowej Federacji Narciarskiej złożyły ekipy z Kanady i Słowenii, oskarżając ich o oszustwo sprzętowe poprzez zastosowanie spodni, które miały być bardziej aerodynamiczne. Protest został odrzucony przez FIS, a także przez Sportowy Sąd Arbitrażowy, gdyż został złożony po terminie.
W slopestyle’u kobiet wystąpiła Julia Marino, pierwsza w historii reprezentantka Paragwaju na zimowych igrzyskach olimpijskich.
| Miejsce | Państwo   | Złoto | Srebro | Brąz | Razem |
| ------- | --------- | ----- | ------ | ---- | ----- |
| 1.      | Kanada    | 4     | 4      | 1    | 9     |
| 2.      | USA       | 3     | 2      | 2    | 7     |
| 3.      | Białoruś  | 2     | –      | –    | 2     |
| 4.      | Francja   | 1     | 2      | 2    | 5     |
| 5.      | Australia | –     | 1      | 1    | 2     |
| 5.      | Chiny     | –     | 1      | 1    | 2     |
| 7.      | Japonia   | –     | –      | 1    | 1     |
| 7.      | Rosja     | –     | –      | 1    | 1     |
| 7.      | Szwecja   | –     | –      | 1    | 1     |
| Razem   | Razem     | 10    | 10     | 10   | 30    |

### Saneczkarstwo

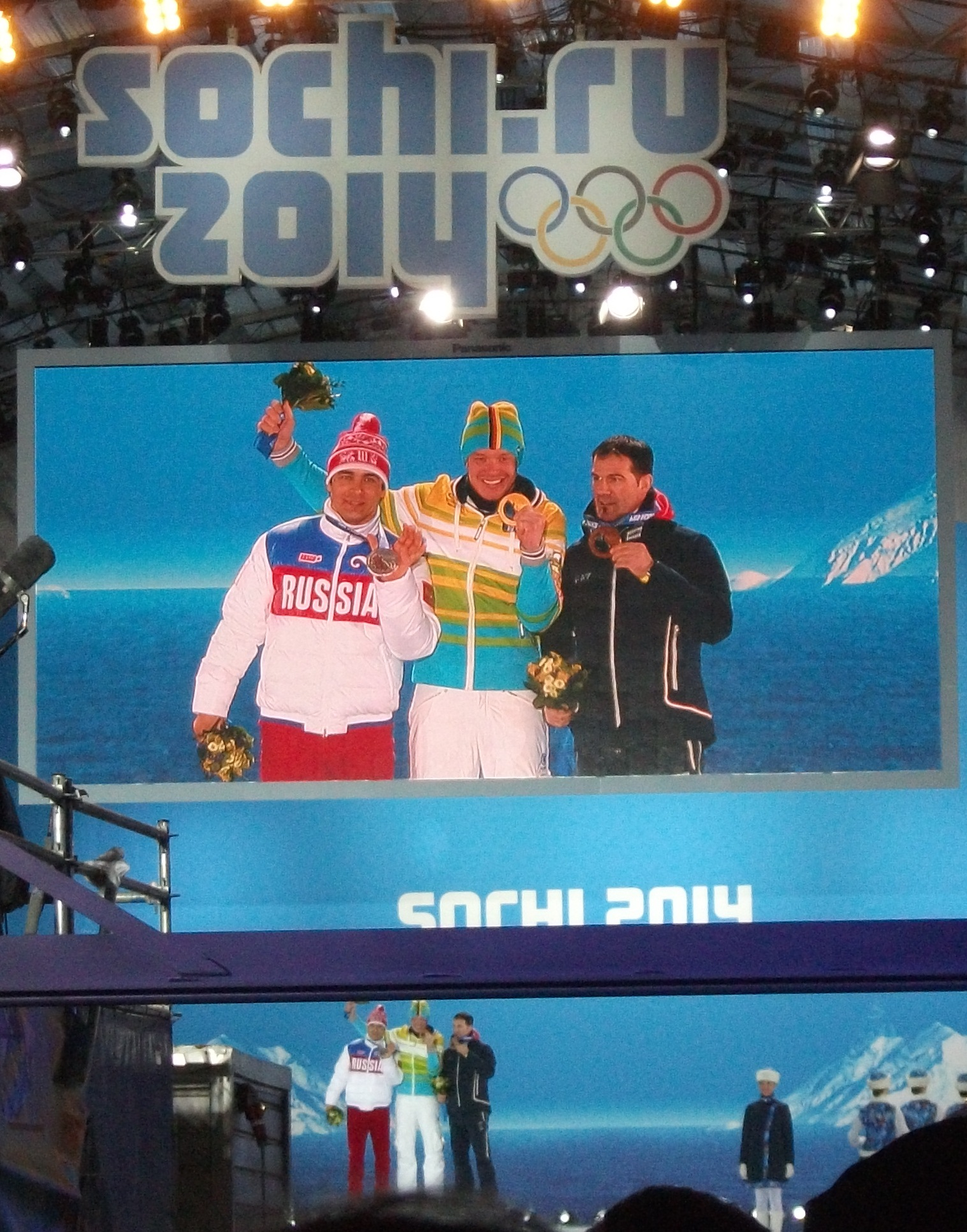
Podium olimpijskie w saneczkarskich jedynkach mężczyzn; od lewej: Albiert Diemczenko (srebro), Felix Loch (złoto), Armin Zöggeler (brąz)

Podczas igrzysk w Soczi po raz pierwszy rozegrano cztery konkurencje olimpijskie w saneczkarstwie. Do dotychczas przeprowadzanych zawodów jedynek kobiet i mężczyzn oraz dwójek mężczyzn dołączono sztafetę saneczkarską.
Wszystkie złote medale wywalczyli reprezentanci Niemiec. Siedmioro saneczkarzy zdobyło po dwa medale olimpijskie w Soczi. Najbardziej utytułowani, z dwoma złotymi medalami, byli Natalie Geisenberger, Felix Loch, Tobias Arlt i Tobias Wendl. Ponadto, dwa srebrne medale wywalczył Albiert Diemczenko, a po dwa brązowe – Andris i Juris Šics.
Dzięki zdobytym w Soczi medalom Natalie Geisenberger została najbardziej utytułowaną zawodniczką w saneczkarstwie kobiet na igrzyskach olimpijskich. Jednocześnie, razem z Tatjaną Hüfner, została trzykrotną medalistką w konkurencjach kobiet, czego wcześniej dokonała tylko Silke Kraushaar.
Z kolei Felix Loch został drugim w historii zawodnikiem (po Georgu Hacklu) z trzema złotymi medalami olimpijskimi w saneczkarstwie. Brązowy medalista w konkurencji jedynek, Armin Zöggeler został pierwszym sześciokrotnym medalistą olimpijskim w saneczkarstwie i zarazem pierwszym w historii sportowcem, który w tej samej konkurencji indywidualnej stawał na podium sześciu kolejnych igrzysk olimpijskich.
W grudniu 2017 roku Międzynarodowy Komitet Olimpijski zdyskwalifikował Alberta Diemczenkę i Tatjanę Iwanową w związku z podejrzeniem stosowania przez zawodników niedozwolonych środków dopingujących. W efekcie medale utracili także członkowie rosyjskiej sztafety saneczkarskiej – Aleksandr Dienisjew i Władisław Antonow. W 2018 roku dyskwalifikację uchylił Sportowy Sąd Arbitrażowy, w efekcie czego zawodnicy odzyskali zdobyte medale.
W saneczkarskich jedynkach mężczyzn wystąpił Bruno Banani, pierwszy w historii reprezentant Tonga na zimowych igrzyskach olimpijskich.
| Miejsce | Państwo | Złoto | Srebro | Brąz | Razem |
| ------- | ------- | ----- | ------ | ---- | ----- |
| 1.      | Niemcy  | 4     | 1      | –    | 5     |
| 2.      | Rosja   | –     | 2      | –    | 2     |
| 3.      | Austria | –     | 1      | –    | 1     |
| 4.      | Łotwa   | –     | –      | 2    | 2     |
| 5.      | USA     | –     | –      | 1    | 1     |
| 5.      | Włochy  | –     | –      | 1    | 1     |
| Razem   | Razem   | 4     | 4      | 4    | 12    |

### Short track

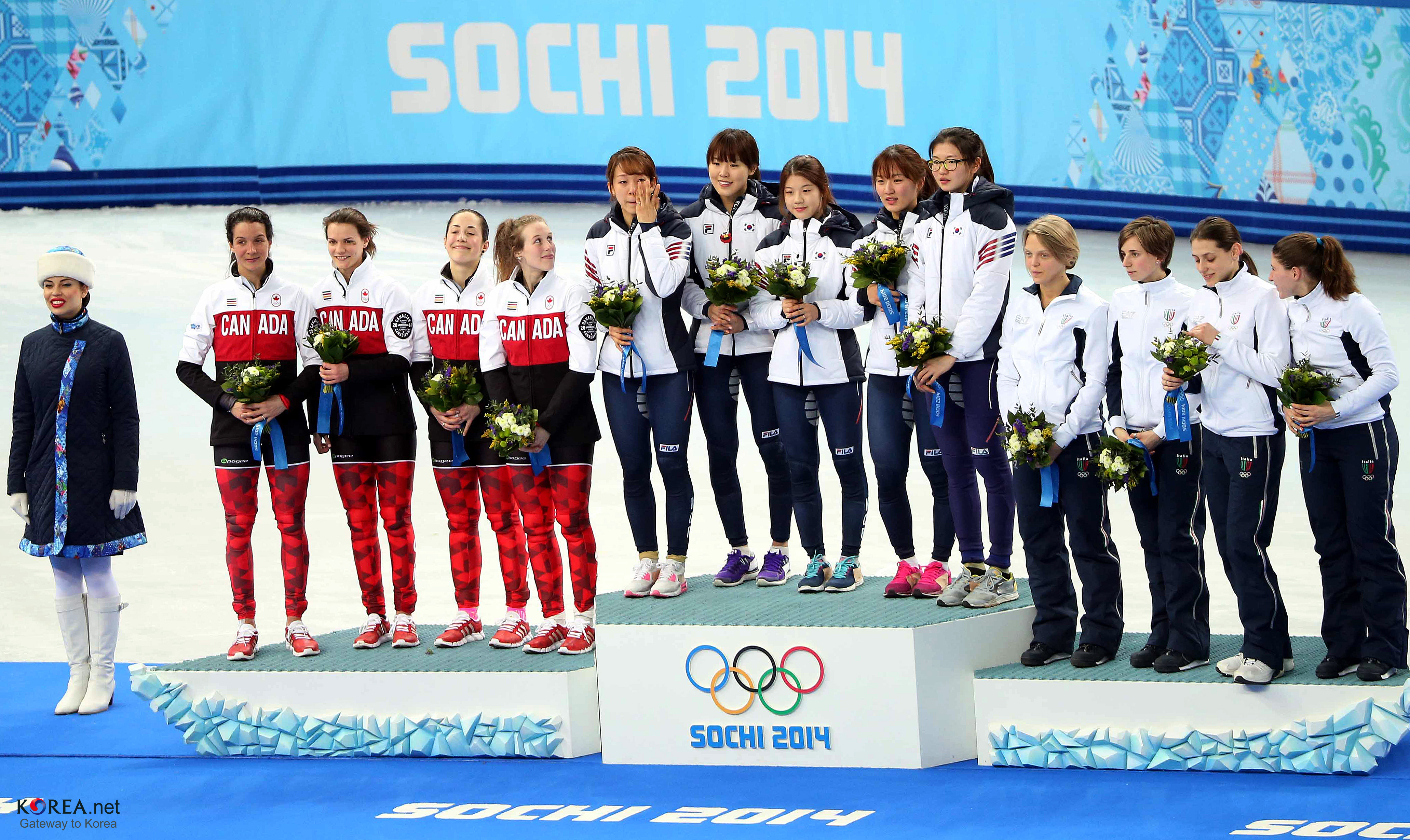
Podium olimpijskie w sztafecie kobiet; od lewej: Kanadyjki (srebro), Koreanki (złoto), Włoszki (brąz)

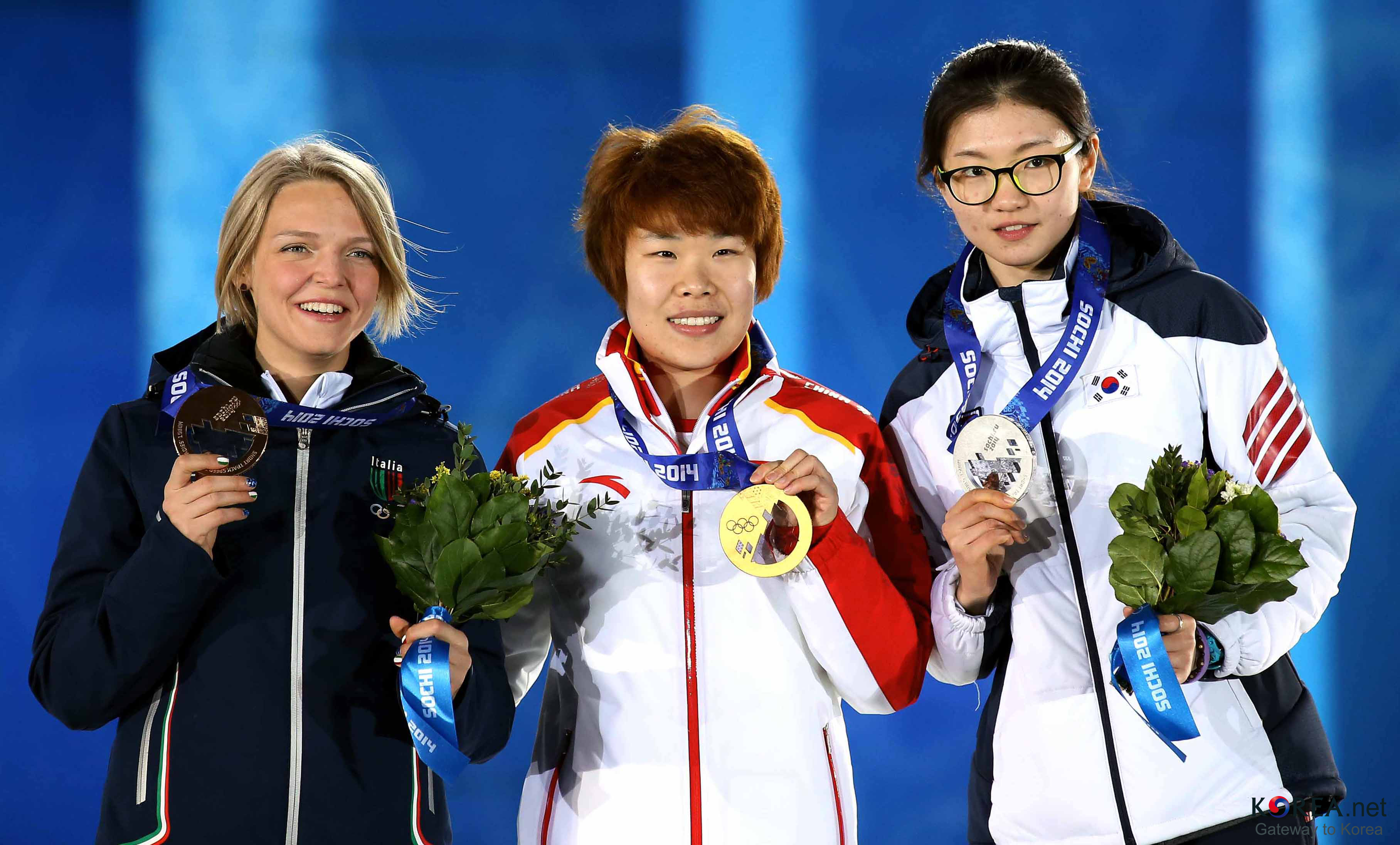
Podium olimpijskie w biegu na 1500 m kobiet; od lewej: Arianna Fontana (brąz), Zhou Yang (złoto), Shim Suk-hee (srebro)

Na igrzyskach w Soczi przeprowadzono osiem konkurencji w short tracku, tak samo jak podczas igrzysk w Vancouver.
Rywalizację mężczyzn zdominował Koreańczyk startujący w barwach Rosji, Wiktor Ahn. Zwyciężył w biegach indywidualnych na 500 i 1000 metrów oraz w sztafecie, a w biegu na 1500 metrów zdobył brązowy medal. W tym ostatnim biegu złoto wywalczył Charles Hamelin – mistrz olimpijski z Vancouver w biegu na 500 metrów. Multimedalistami w konkurencjach męskich, poza Ahnem, zostali: Rosjanin Władimir Grigorjew ze złotym i srebrnym medalem oraz Chińczycy Wu Dajing i Han Tianyu ze srebrnym i brązowym medalem.
Wśród kobiet trzy zawodniczki zdobyły po trzy medale olimpijskie. Najbardziej utytułowaną z nich została Park Seung-hi, w dorobku której znalazły się dwa złota i jeden brąz. Po jednym medalu z każdego kruszcu zdobyła jej rodaczka – Shim Suk-hee, a jeden srebrny i dwa brązowe medale wywalczyła Włoszka Arianna Fontana. Jedyną zawodniczką, która obroniła tytuł mistrzyni olimpijskiej, była Zhou Yang – złota medalistka na 1500 metrów w Vancouver i Soczi.
Wiktor Ahn, po zdobyciu czterech medali w Soczi, został najbardziej utytułowanym zawodnikiem w historii tej dyscypliny na igrzyskach olimpijskich. Wyrównał wynik Apolo Antona Ohno liczący osiem medali wszystkich kruszców i umocnił się na pierwszym miejscu w tabeli multimedalistów z sześcioma złotymi i dwoma brązowymi medalami. Jednocześnie został drugim, po Wang Meng, zawodnikiem, który podczas jednych igrzysk zdobył trzy złote medale w short tracku.
W trakcie zawodów poprawiono jeden rekord olimpijski – w konkurencji męskich sztafet reprezentanci Rosji (Wiktor Ahn, Siemion Jelistratow, Władimir Grigorjew i Rusłan Zacharow) uzyskali czas 6 min 42,371 s, najlepszy w olimpijskiej historii.
| Miejsce | Państwo          | Złoto | Srebro | Brąz | Razem |
| ------- | ---------------- | ----- | ------ | ---- | ----- |
| 1.      | Rosja            | 3     | 1      | 1    | 5     |
| 2.      | ChRL             | 2     | 3      | 1    | 6     |
| 3.      | Korea Południowa | 2     | 1      | 2    | 5     |
| 4.      | Kanada           | 1     | 1      | 1    | 3     |
| 5.      | Włochy           | –     | 1      | 2    | 3     |
| 6.      | USA              | –     | 1      | –    | 1     |
| 7.      | Holandia         | –     | –      | 1    | 1     |
| Razem   | Razem            | 8     | 8      | 8    | 24    |

### Skeleton
Zawody skeletonowe na igrzyskach w Soczi, tak jak w Vancouver, składały się z dwóch konkurencji – ślizgów kobiet i mężczyzn.
Wśród mężczyzn triumfował ówczesny mistrz świata oraz brązowy medalista z Vancouver, Aleksandr Trietjakow. Srebrnym medalistą został, podobnie jak cztery lata wcześniej, Martins Dukurs. Była to pierwsza sytuacja, że na podium zawodów olimpijskich na dwóch kolejnych igrzyskach stanęło dwóch tych samych skeletonistów.
W rywalizacji kobiet najlepsza była Elizabeth Yarnold, dzięki czemu Wielka Brytania wciąż pozostała jedynym krajem, który zdobył przynajmniej jeden medal olimpijski w skeletonie na wszystkich igrzyskach, na których dyscyplina była w kalendarzu olimpijskim.
Po igrzyskach Międzynarodowy Komitet Olimpijski pozbawił medali Aleksandra Trietjakowa i Jelenę Nikitinę w związku z podejrzeniem stosowania przez zawodników dopingu. Zdyskwalifikowane zostały również Marija Orłowa i Olga Potylicyna oraz Siergiej Czudinow. Decyzję MKOl-u uchylił Sportowy Sąd Arbitrażowy, Rosjanie odzyskali medale, przywrócono również rezultaty Orłowej, Potylicyny i Czudinowa.
| Miejsce | Państwo         | Złoto | Srebro | Brąz | Razem |
| ------- | --------------- | ----- | ------ | ---- | ----- |
| 1.      | Rosja           | 1     | –      | 1    | 2     |
| 2.      | Wielka Brytania | 1     | –      | –    | 1     |
| 3.      | USA             | –     | 1      | 1    | 2     |
| 4.      | Łotwa           | –     | 1      | –    | 1     |
| Razem   | Razem           | 2     | 2      | 2    | 6     |

### Skoki narciarskie

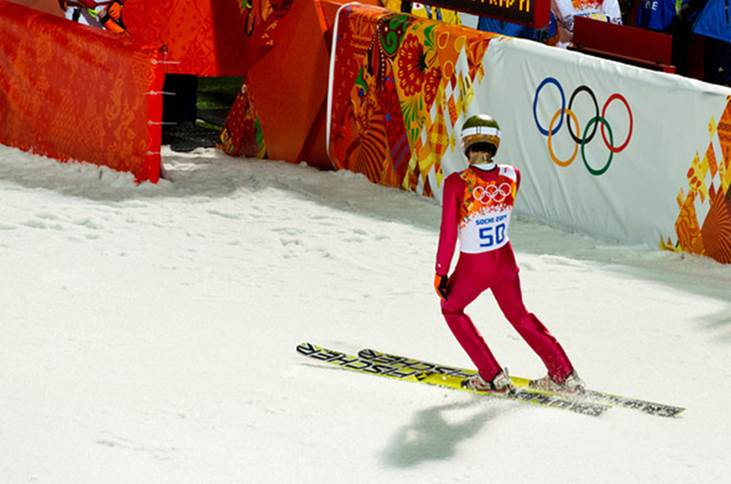
Kamil Stoch – dwukrotny mistrz olimpijski w skokach narciarskich

Na igrzyskach w Soczi po raz pierwszy przeprowadzono cztery konkurencje w skokach narciarskich. Do dotychczas rozgrywanych trzech konkursów mężczyzn dołączono konkurs indywidualny kobiet na skoczni normalnej. Konkurencja ta została włączona do kalendarza olimpijskiego po wieloletnich staraniach.
Najbardziej utytułowanym skoczkiem narciarskim na igrzyskach w 2014 roku został Kamil Stoch z dwoma złotymi medalami olimpijskimi. Multimedalistami zostali również Peter Prevc i Noriaki Kasai ze srebrem i brązem.
Po raz czwarty w historii ten sam zawodnik został mistrzem olimpijskim w obu indywidualnych konkursach skoków narciarskich na jednych igrzyskach olimpijskich – przed Stochem dokonali tego Matti Nykänen w 1988 oraz Simon Ammann w 2002 i 2010 roku. Został jednocześnie drugim w historii polskim mistrzem olimpijskim w skokach narciarskich, po Wojciechu Fortunie w 1972 roku.
Pierwszą w historii mistrzynią olimpijską w rywalizacji kobiet została Carina Vogt, srebrny medal zdobyła Daniela Iraschko-Stolz, a brązowy – Coline Mattel. Brąz wywalczony przez Mattel był pierwszym medalem olimpijskim zdobytym dla Francji w skokach narciarskich.
| Miejsce | Państwo  | Złoto | Srebro | Brąz | Razem |
| ------- | -------- | ----- | ------ | ---- | ----- |
| 1.      | Niemcy   | 2     | –      | –    | 2     |
| 1.      | Polska   | 2     | –      | –    | 2     |
| 3.      | Austria  | –     | 2      | –    | 2     |
| 4.      | Japonia  | –     | 1      | 1    | 2     |
| 4.      | Słowenia | –     | 1      | 1    | 2     |
| 6.      | Francja  | –     | –      | 1    | 1     |
| 6.      | Norwegia | –     | –      | 1    | 1     |
| Razem   | Razem    | 4     | 4      | 4    | 12    |

### Snowboarding

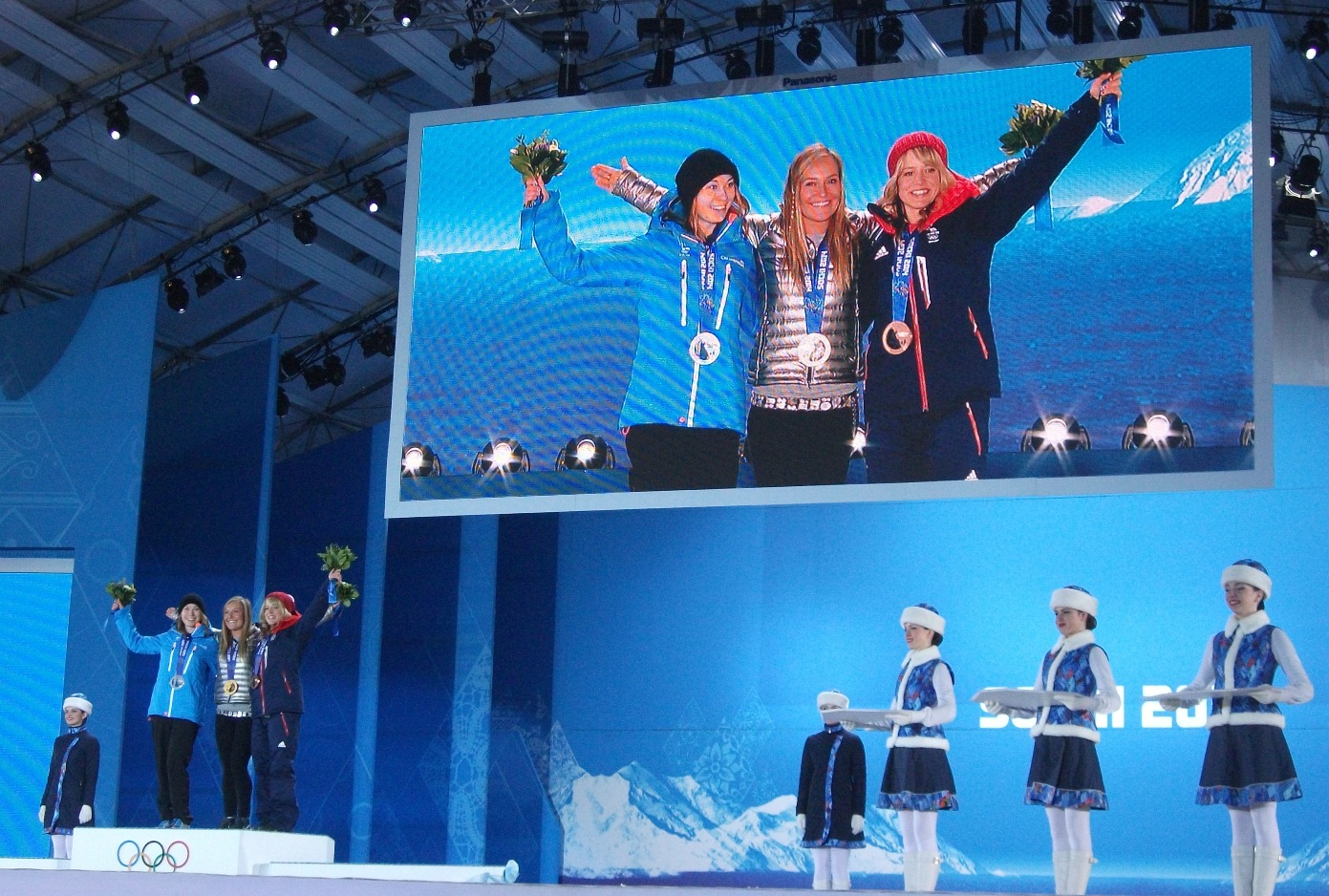
Podium olimpijskie w snowboardowym slopestyle’u kobiet; od lewej: Enni Rukajärvi (srebro), Jamie Anderson (złoto), Jenny Jones (brąz)

W kalendarzu igrzysk w Soczi znalazło się 10 konkurencji snowboardowych. Po raz pierwszy rozdano medale olimpijskie w slopestyle’u i slalomie równoległym.
Medalistami zostali reprezentanci 14 państw. Dwóch zawodników – Vic Wild i Žan Košir – zdobyło po dwa medale olimpijskie. Wild został dwukrotnym mistrzem olimpijskim, a Košir srebrnym i brązowym medalistą. W ten sposób obaj zawodnicy zostali pierwszymi w historii snowboardzistami, którzy zdobyli medale w dwóch różnych konkurencjach podczas jednych igrzysk olimpijskich.
Pierwsze w historii medale olimpijskie w snowboardingu zdobyli reprezentanci Czech, Japonii, Słowenii i Wielkiej Brytanii.
| Miejsce | Państwo         | Złoto | Srebro | Brąz | Razem |
| ------- | --------------- | ----- | ------ | ---- | ----- |
| 1.      | USA             | 3     | –      | 2    | 5     |
| 2.      | Rosja           | 2     | 1      | 1    | 4     |
| 3.      | Szwajcaria      | 2     | 1      | –    | 3     |
| 4.      | Austria         | 1     | –      | 1    | 2     |
| 4.      | Francja         | 1     | –      | 1    | 2     |
| 6.      | Czechy          | 1     | –      | –    | 1     |
| 7.      | Japonia         | –     | 2      | 1    | 3     |
| 8.      | Kanada          | –     | 1      | 1    | 2     |
| 8.      | Niemcy          | –     | 1      | 1    | 2     |
| 8.      | Słowenia        | –     | 1      | 1    | 2     |
| 11.     | Australia       | –     | 1      | –    | 1     |
| 11.     | Finlandia       | –     | 1      | –    | 1     |
| 11.     | Norwegia        | –     | 1      | –    | 1     |
| 14.     | Wielka Brytania | –     | –      | 1    | 1     |
| Razem   | Razem           | 10    | 10     | 10   | 30    |

## Multimedaliści
83 sportowców zdobyło w Soczi więcej niż jeden medal, a 52 spośród nich wywalczyło przynajmniej jedno złoto. Najwięcej – po dziesięcioro – multimedalistów startowało w barwach Norwegii i Rosji. Dziesięcioro z multimedalistów stawało na podium olimpijskim w łyżwiarstwie szybkim, dziewięcioro w biegach narciarskich, ośmioro w łyżwiarstwie figurowym, siedmioro w biathlonie, po czworo w narciarstwie alpejskim, kombinacji norweskiej, saneczkarstwie i short tracku, a po jednym w skokach narciarskich i snowboardingu.
Najwięcej medali – pięć – zdobyła reprezentantka Holandii w łyżwiarstwie szybkim, Ireen Wüst, która wywalczyła dwa złote i trzy srebrne medale olimpijskie. W indywidualnej klasyfikacji medalowej zajęła jednak czwarte miejsce – po trzy złote medale zdobyli bowiem Wiktor Ahn, Darja Domraczewa i Marit Bjørgen. Ahn został ponadto brązowym medalistą, dzięki czemu zwyciężył w klasyfikacji medalowej.
Poniższa tabela przedstawia indywidualne zestawienie multimedalistów Zimowych Igrzysk Olimpijskich 2014, czyli zawodników i zawodniczek, którzy zdobyli więcej niż jeden medal olimpijski na tych igrzyskach, w tym przynajmniej jeden złoty.
| Miejsce | Zawodnik                 | Państwo          | Dyscyplina            | Złoto | Srebro | Brąz | Razem |
| ------- | ------------------------ | ---------------- | --------------------- | ----- | ------ | ---- | ----- |
| 1.      | Wiktor Ahn               | Rosja            | short track           | 3     | –      | 1    | 4     |
| 2.      | Marit Bjørgen            | Norwegia         | biegi narciarskie     | 3     | –      | –    | 3     |
| 2.      | Darja Domraczewa         | Białoruś         | biathlon              | 3     | –      | –    | 3     |
| 4.      | Ireen Wüst               | Holandia         | łyżwiarstwo szybkie   | 2     | 3      | –    | 5     |
| 5.      | Martin Fourcade          | Francja          | biathlon              | 2     | 1      | –    | 3     |
| 5.      | Sven Kramer              | Holandia         | łyżwiarstwo szybkie   | 2     | 1      | –    | 3     |
| 7.      | Park Seung-hi            | Korea Południowa | short track           | 2     | –      | 1    | 3     |
| 8.      | Tobias Arlt              | Niemcy           | saneczkarstwo         | 2     | –      | –    | 2     |
| 8.      | Ole Einar Bjørndalen     | Norwegia         | biathlon              | 2     | –      | –    | 2     |
| 8.      | Dario Cologna            | Szwajcaria       | biegi narciarskie     | 2     | –      | –    | 2     |
| 8.      | Natalie Geisenberger     | Niemcy           | saneczkarstwo         | 2     | –      | –    | 2     |
| 8.      | Jørgen Gråbak            | Norwegia         | kombinacja norweska   | 2     | –      | –    | 2     |
| 8.      | Felix Loch               | Niemcy           | saneczkarstwo         | 2     | –      | –    | 2     |
| 8.      | Tina Maze                | Słowenia         | narciarstwo alpejskie | 2     | –      | –    | 2     |
| 8.      | Jorien ter Mors          | Holandia         | łyżwiarstwo szybkie   | 2     | –      | –    | 2     |
| 8.      | Kamil Stoch              | Polska           | skoki narciarskie     | 2     | –      | –    | 2     |
| 8.      | Emil Hegle Svendsen      | Norwegia         | biathlon              | 2     | –      | –    | 2     |
| 8.      | Maksim Trańkow           | Rosja            | łyżwiarstwo figurowe  | 2     | –      | –    | 2     |
| 8.      | Tobias Wendl             | Niemcy           | saneczkarstwo         | 2     | –      | –    | 2     |
| 8.      | Vic Wild                 | Rosja            | snowboarding          | 2     | –      | –    | 2     |
| 8.      | Tetiana Wołosożar        | Rosja            | łyżwiarstwo figurowe  | 2     | –      | –    | 2     |
| 22.     | Charlotte Kalla          | Szwecja          | biegi narciarskie     | 1     | 2      | –    | 3     |
| 23.     | Tora Berger              | Norwegia         | biathlon              | 1     | 1      | 1    | 3     |
| 23.     | Shim Suk-hee             | Korea Południowa | short track           | 1     | 1      | 1    | 3     |
| 25.     | Jan Blokhuijsen          | Holandia         | łyżwiarstwo szybkie   | 1     | 1      | –    | 2     |
| 25.     | Anna Fenninger           | Austria          | narciarstwo alpejskie | 1     | 1      | –    | 2     |
| 25.     | Eric Frenzel             | Niemcy           | kombinacja norweska   | 1     | 1      | –    | 2     |
| 25.     | Władimir Grigorjew       | Rosja            | short track           | 1     | 1      | –    | 2     |
| 25.     | Marcus Hellner           | Szwecja          | biegi narciarskie     | 1     | 1      | –    | 2     |
| 25.     | Maria Höfl-Riesch        | Niemcy           | narciarstwo alpejskie | 1     | 1      | –    | 2     |
| 25.     | Fiodor Klimow            | Rosja            | łyżwiarstwo figurowe  | 1     | 1      | –    | 2     |
| 25.     | Aleksandr Legkow         | Rosja            | biegi narciarskie     | 1     | 1      | –    | 2     |
| 25.     | Magnus Moan              | Norwegia         | kombinacja norweska   | 1     | 1      | –    | 2     |
| 25.     | Johan Olsson             | Szwecja          | biegi narciarskie     | 1     | 1      | –    | 2     |
| 25.     | Ingvild Flugstad Østberg | Norwegia         | biegi narciarskie     | 1     | 1      | –    | 2     |
| 25.     | Martina Sáblíková        | Czechy           | łyżwiarstwo szybkie   | 1     | 1      | –    | 2     |
| 25.     | Ksienija Stołbowa        | Rosja            | łyżwiarstwo figurowe  | 1     | 1      | –    | 2     |
| 25.     | Koen Verweij             | Holandia         | łyżwiarstwo szybkie   | 1     | 1      | –    | 2     |
| 39.     | Tiril Eckhoff            | Norwegia         | biathlon              | 1     | –      | 2    | 3     |
| 40.     | Lotte van Beek           | Holandia         | łyżwiarstwo szybkie   | 1     | –      | 1    | 2     |
| 40.     | Jorrit Bergsma           | Holandia         | łyżwiarstwo szybkie   | 1     | –      | 1    | 2     |
| 40.     | Zbigniew Bródka          | Polska           | łyżwiarstwo szybkie   | 1     | –      | 1    | 2     |
| 40.     | Meryl Davis              | USA              | łyżwiarstwo figurowe  | 1     | –      | 1    | 2     |
| 40.     | Jelena Iljinych          | Rosja            | łyżwiarstwo figurowe  | 1     | –      | 1    | 2     |
| 40.     | Ida Ingemarsdotter       | Szwecja          | biegi narciarskie     | 1     | –      | 1    | 2     |
| 40.     | Kjetil Jansrud           | Norwegia         | narciarstwo alpejskie | 1     | –      | 1    | 2     |
| 40.     | Nikita Kacałapow         | Rosja            | łyżwiarstwo figurowe  | 1     | –      | 1    | 2     |
| 40.     | Magnus Krog              | Norwegia         | kombinacja norweska   | 1     | –      | 1    | 2     |
| 40.     | Michel Mulder            | Holandia         | łyżwiarstwo szybkie   | 1     | –      | 1    | 2     |
| 40.     | Daniel Richardsson       | Szwecja          | biegi narciarskie     | 1     | –      | 1    | 2     |
| 40.     | Wita Semerenko           | Ukraina          | biathlon              | 1     | –      | 1    | 2     |
| 40.     | Charlie White            | USA              | łyżwiarstwo figurowe  | 1     | –      | 1    | 2     |